# Tadej Pogačar
Tadej Pogačar (prononciation slovène : /taˈdɛ́ːj pɔˈɡáːtʃaɾ/), né le 21 septembre 1998 à Ljubljana, est un coureur cycliste slovène, professionnel depuis 2019.
Spécialiste des courses par étapes, il commence à se faire un nom en 2019 en se classant, à vingt ans, troisième du Tour d'Espagne.
En 2020, il devient le premier Slovène vainqueur du Tour de France et le plus jeune vainqueur depuis l'édition 1904, en prenant le maillot jaune à son compatriote Primož Roglič lors du contre-la-montre de l'avant-dernière étape à la Planche des Belles Filles.
En 2021, il remporte à nouveau le Tour de France, ainsi que Tirreno-Adriatico et ses deux premières classiques Monuments Liège-Bastogne-Liège et le Tour de Lombardie. Course qu'il remporte à nouveau en 2022.
En 2023, il remporte Paris-Nice, son troisième monument au Tour des Flandres — ce qui fait de lui le troisième coureur à compter cette classique et le Tour de France à son palmarès, après Louison Bobet et Eddy Merckx — ainsi que l'Amstel Gold Race, la Flèche wallonne et son troisième Tour de Lombardie.
En 2024, il remporte pour la deuxième fois respectivement les Strade Bianche et Liège-Bastogne-Liège. Il signe par la suite le doublé Giro-Tour qui n'avait plus été accompli depuis 1998, avant de réaliser le triplé en remportant le titre mondial. Il remporte ensuite son quatrième Tour de Lombardie consécutif.
En 2025 il cumule neuf Monuments du cyclisme et remporte son quatrième Tour de France après 2020, 2021 et 2024.
Il est numéro un mondial à l'issue des saisons 2021 à 2024.

## Biographie

### Débuts en cyclisme
Tadej Pogačar naît à Ljubljana et grandit à Klanec, commune de Komenda. Sa mère est professeure de français et son père dessinateur industriel. Après s'être intéressé au football, il s'inscrit à l'âge de huit ans au Rog Ljubljana Cycling Club, imitant ainsi son frère aîné Tilen.
En 2016, Tadej Pogačar obtient son premier succès international en remportant le Giro della Lunigiana et une étape de la Course de la Paix juniors. En outre, il se classe troisième de la course en ligne du championnat d'Europe sur route juniors et devient champion de Slovénie du contre-la-montre juniors.
L'année suivante, il quitte la catégorie des juniors (moins de 19 ans) et signe avec l'équipe continentale slovène Rog-Ljubljana. Il participe au calendrier des espoirs et à certaines courses du calendrier professionnel. Il est ainsi meilleur jeune de la Carpathian Couriers Race et surtout du Tour de Slovénie, où il se révèle en terminant à 18 ans cinquième du général au milieu de coureurs expérimentés.
En 2018, il remporte deux des plus importantes courses par étapes du calendrier espoirs : le Grand Prix Priessnitz spa et le Tour de l'Avenir — dont il est le troisième plus jeune vainqueur, à 19 ans et 339 jours, derrière Gianbattista Baronchelli (1973) et David Gaudu (2016) —, ainsi que deux manches de la Coupe des Nations U23. Ses succès permettent à la Slovénie de remporter le classement général de la Coupe des Nations. Il se classe également quatrième du classement général du Tour de Slovénie à seulement 19 ans.

### UAE Team Emirates

#### 2019: troisième du Tour d'Espagne

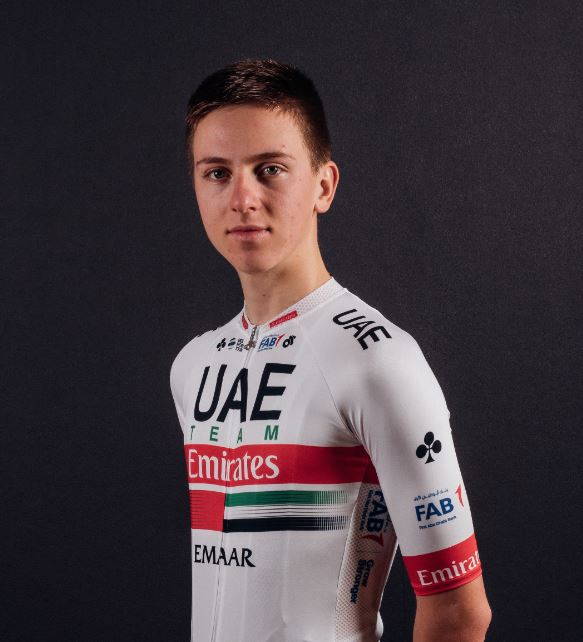
Tadej Pogačar en 2019, sous son nouveau maillot de l'équipe UAE Emirates.

En 2019, Pogačar rejoint l'équipe World Tour UAE Emirates, héritière de l'équipe Lampre habituée à puiser dans le réservoir slovène frontalier. Il est recruté par l'intermédiaire d'Andrej Hauptman, qui est proche du manager Mauro Gianetti et de Giuseppe Saronni, directeur sportif historique de la formation, et qui a repéré Tadej Pogačar dès ses onze ans. Il commence sa saison en Australie, en terminant 13e du Tour Down Under et 44e de la Cadel Evans Great Ocean Road Race. Il remporte ensuite la deuxième étape du Tour d'Algarve au sommet de l'Alto de Fóia et s'empare du maillot de leader. Il est ensuite cinquième du contre-la-montre et sixième au sommet de l'Alto de Malhao, ce qui lui permet de garder le leadership jusqu'à la fin de la course. Il devient ainsi le plus jeune coureur de l'histoire à remporter une course par étapes classée Hors Catégorie. Deux semaines plus tard, il se classe 30e des Strade Bianche. En avril, il prend la sixième place du Grand Prix Miguel Indurain puis du Tour du Pays basque. Sur cette course, il termine quatre fois dans le Top 10 de l'étape, dont la deuxième place de la quatrième étape, son premier podium en World Tour. Il participe ensuite aux classiques ardennaises. Après un abandon sur l'Amstel Gold Race, il est 53e de la Flèche Wallonne et 18e de Liège-Bastogne-Liège.

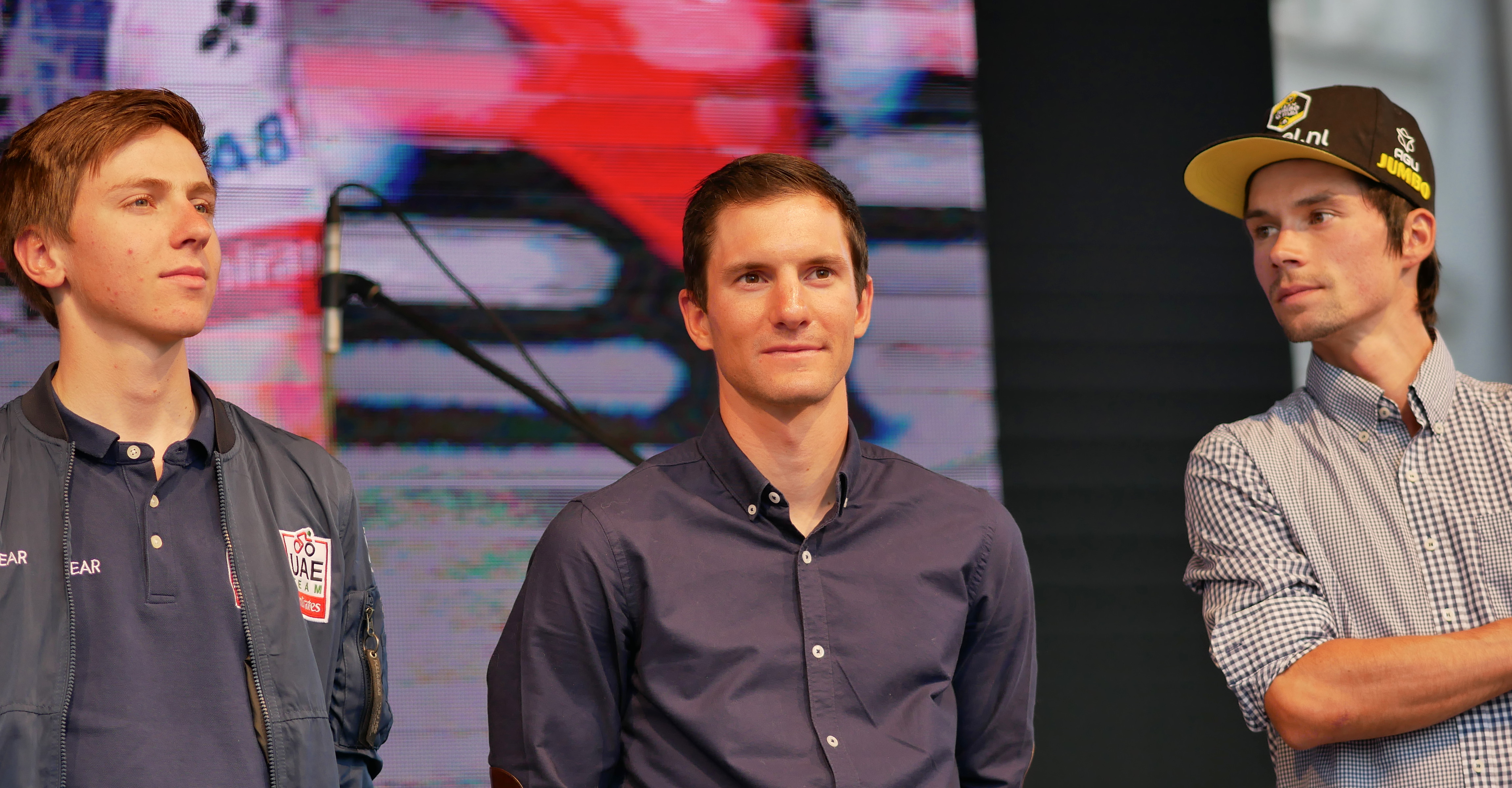
Tadej Pogačar en 2019 avec ses compatriotes Jan Polanc (au centre) et Primož Roglič (à droite).

Sur la deuxième étape du Tour de Californie, le Slovène fait partie du groupe d'une dizaine de coureurs qui se détache dans le final. Tejay van Garderen attaque à la flamme rouge, suivi par Pogačar, Gianni Moscon et Kasper Asgreen. Il prend la quatrième place de l'étape et du classement général, à 16 secondes de van Garderen. Pogačar s'impose ensuite au sommet du mont Baldy et au classement général, devenant ainsi le plus jeune vainqueur d'une course par étapes de l'UCI World Tour. Comme il n'a pas encore 21 ans, l'âge légal pour boire de l'alcool aux États-Unis, il reçoit un ours en peluche lors de la cérémonie de remise des prix, au lieu d'une bouteille de champagne. En septembre, il remporte trois étapes de montagne sur la Vuelta, et accède à la troisième marche du podium, à 2 minutes 38 du vainqueur, son compatriote Primož Roglič. Il devient ainsi le plus jeune coureur à terminer sur le podium d'un grand tour depuis le Tour d'Italie 1974 et le troisième coureur de l'histoire à remporter au moins trois étapes sur un Grand Tour avant son 21e anniversaire.

#### 2020: vainqueur du Tour de France et premier podium sur un monument

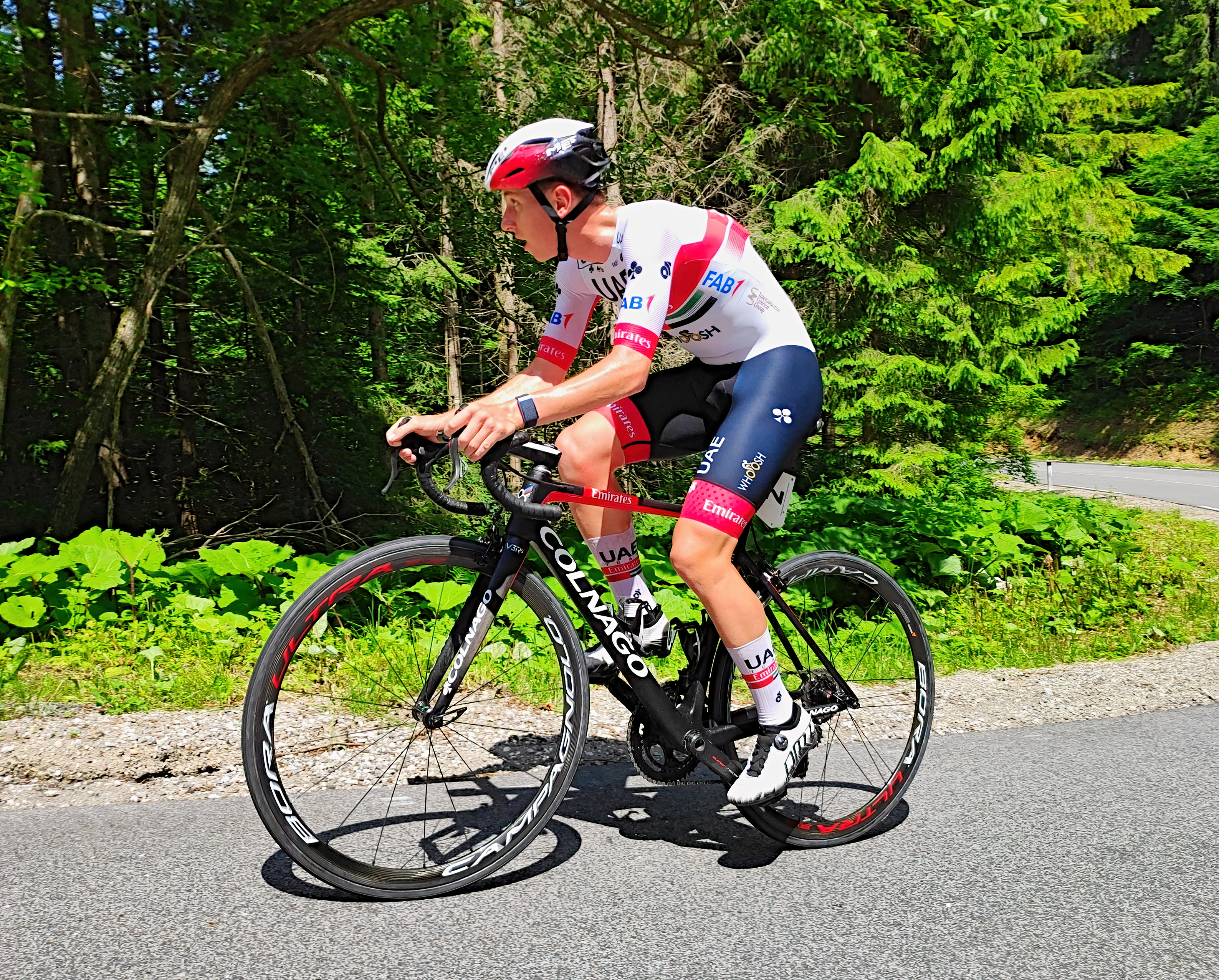
Tadej Pogačar lors du championnat de Slovénie du contre-la-montre en 2020.

Il est vainqueur en début de saison du tour de la communauté valencienne et termine deuxième du tour des Émirats arabes unis. Après la reprise des compétitions interrompues par la pandémie de Covid-19, Tadej Pogačar gagne le contre-la-montre des championnats de Slovénie, neuf secondes devant le favori Primož Roglič, et se classe deuxième de la course en ligne derrière ce dernier,. Il obtient la quatrième place en août sur le critérium du Dauphiné.
Il aborde le Tour de France comme l'un des favoris avec Primož Roglič, Egan Bernal, Thibaut Pinot, Tom Dumoulin et Nairo Quintana. Il perd 1 minute et 21 secondes sur la septième étape, piégé par une bordure menée par l'équipe Ineos Grenadiers. Mais, après avoir attaqué sans susciter de réaction de l'équipe Jumbo-Visma, Tadej Pogačar reprend 40 secondes dès l'étape suivante dans les Pyrénées, battant même le record de l'ascension du col de Peyresourde établi en 2003 par Alexandre Vinokourov et Iban Mayo,, puis remporte la neuvième étape à Laruns, au sprint devant Primož Roglič qui prend pour sa part le maillot jaune, malgré l'abandon de Fabio Aru, co-leader de son équipe, dans la première heure de l'étape. Il atteint la deuxième place du classement général au terme de la 13e étape puis gagne, de nouveau devant Roglič, la 15e étape au Grand Colombier, dont il bat le record d'ascension établi par Thibaut Pinot en 2012,. Il est dès lors identifié comme le rival numéro un du maillot jaune. Lors de la 17e étape jugée au col de la Loze, il est attaqué pour la première fois par Roglič qui le devance de 16 secondes sur l'étape pour l'éloigner à 57 secondes au classement général. Lors de la 20e et avant-dernière étape, il remporte une large victoire sur le contre-la-montre entre Lure et la Planche des Belles Filles, égalant le record de cette ascension établi en 2017 par Fabio Aru et prenant le maillot jaune à son compatriote Primož Roglič : au-delà de combler son retard, il prend une minute d’avance au classement général et s'assure la victoire à Paris. Cette performance déjoue les pronostics et constitue l'une des plus marquantes de l’histoire du Tour de France,,,, rappelant la victoire de Greg LeMond en 1989. De façon plus attendue, Cadel Evans avait lui aussi pris le maillot jaune lors du contre-la-montre organisé la veille de l'arrivée du Tour de France 2011,.

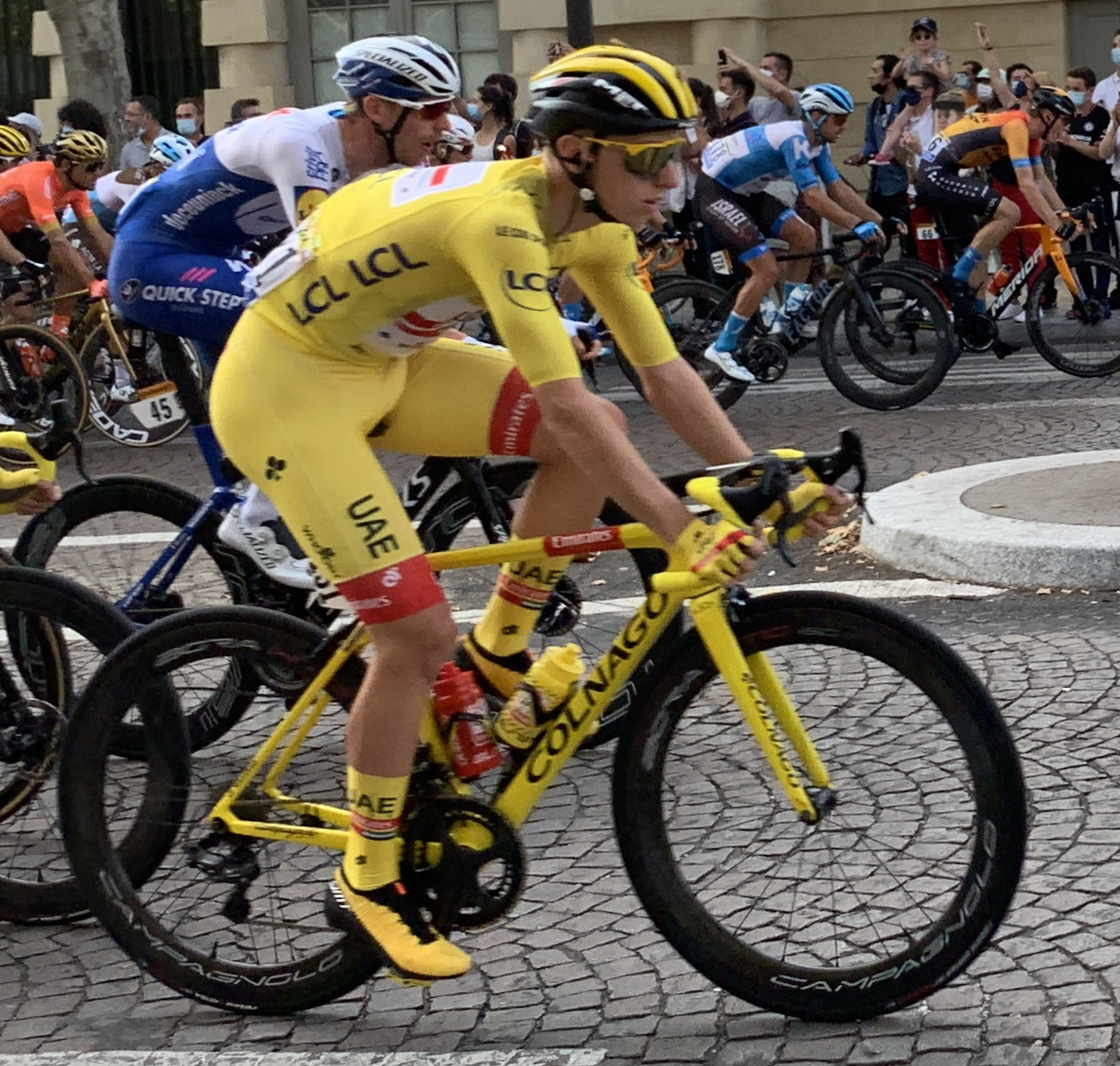
Tadej Pogačar lors de la dernière étape du Tour de France 2020, la seule où il porte le maillot jaune.

La veille de ses 22 ans, il remporte le Tour, cumulant le maillot blanc, le maillot à pois et le maillot jaune, une première depuis la création du maillot blanc en 1975. Il est le deuxième plus jeune vainqueur du Tour, après Henri Cornet qui avait gagné l'édition 1904 à 19 ans. Il devient aussi le premier Slovène à gagner l'épreuve et à obtenir un maillot distinctif sur celle-ci, et le douzième coureur à la remporter dès sa première participation, performance qui n'avait plus été réalisée depuis Laurent Fignon lors de l'édition 1983.
Pogačar bat ou égale quatre records d'ascension durant l'épreuve, en développant une moyenne de 422 watts étalon sur sept cols selon les calculs d'Antoine Vayer, soit une performance supérieure aux moyennes des dix précédents vainqueurs lors de leurs ascensions et un niveau supérieur au seuil de 410 watts étalon qui « n’est plus une performance possible humainement » selon Vayer, avec un maximum de 467 watts étalon dans le col de Peyresourde. Sa performance sur le contre-le-montre final concentre les soupçons : Tom Dumoulin, devancé de 1 minute et 21 secondes par Tadej Pogačar sur cette étape, indique que « [ses] données [sur le contre-la-montre] étaient similaires à celles de [son] titre de champion du monde [de la discipline] », ce qui amène Frédéric Grappe, directeur de la performance de l'équipe Groupama-FDJ, à qualifier d'« extraordinaire » la performance de Tadej Pogačar. Cyrille Guimard souligne quant à lui que « sa progression tout au long du contre-la-montre est linéaire », qu'il a été galvanisé par l'enjeu et a pu économiser de l'énergie tout au long du Tour par rapport à ses concurrents de l'équipe Jumbo-Visma en ne courant jamais en tête du peloton. Selon Joxean Fernández Matxín, manager de Tadej Pogačar, celui-ci « a terminé le contre-la-montre 55 secondes plus lentement que ce que le Tour avait estimé avec des paramètres normaux ».
Répondant aux soupçons, Tadej Pogačar déclare que le dopage « va à l’encontre de tout ce en quoi [il croit] » et indique « avoir [sa] conscience pour [lui] ». Le contre-la-montre de la Planche des Belles-Filles avait été minutieusement préparé par Pogačar et son directeur sportif, Allan Peiper.
Il termine sa saison par une neuvième place sur la Flèche wallonne et une troisième place sur le Liège-Bastogne-Liège, derrière Primož Roglič et Marc Hirschi. Le 27 octobre 2020, il prend la tête du classement mondial UCI, détrônant Roglič qui prend à nouveau la tête le 10 novembre.

#### 2021: deuxième Tour de France, deux victoires sur les monuments, médaille de bronze aux JO
Il effectue sa course de rentrée au Tour des Émirats arabes unis qu'il remporte devant Adam Yates et en gagnant la 3e étape. Il participe par la suite à Tirreno-Adriatico où il gagne la 4e étape, de montagne, et s'adjuge le classement général. Au Tour du Pays basque, il se contente de la 3e place au classement final, derrière son compatriote Primož Roglič et le coéquipier de celui-ci Jonas Vingegaard. N'ayant pas pu courir la Flèche wallonne en raison d'un cas de Covid dans son équipe, il dispute par la suite Liège-Bastogne-Liège. Il remporte la Doyenne devant le champion du monde Julian Alaphilippe. À 22 ans et 217 jours, il devient le plus jeune vainqueur de l'épreuve depuis Bernard Hinault en 1977 (à 22 ans et 162 jours), le quatrième vainqueur sortant du Tour de France à remporter Liège-Bastogne-Liège après Ferdi Kübler (1951), Eddy Merckx (1972 et 1975) et Bernard Hinault (1980), et le plus jeune à réussir ce doublé.

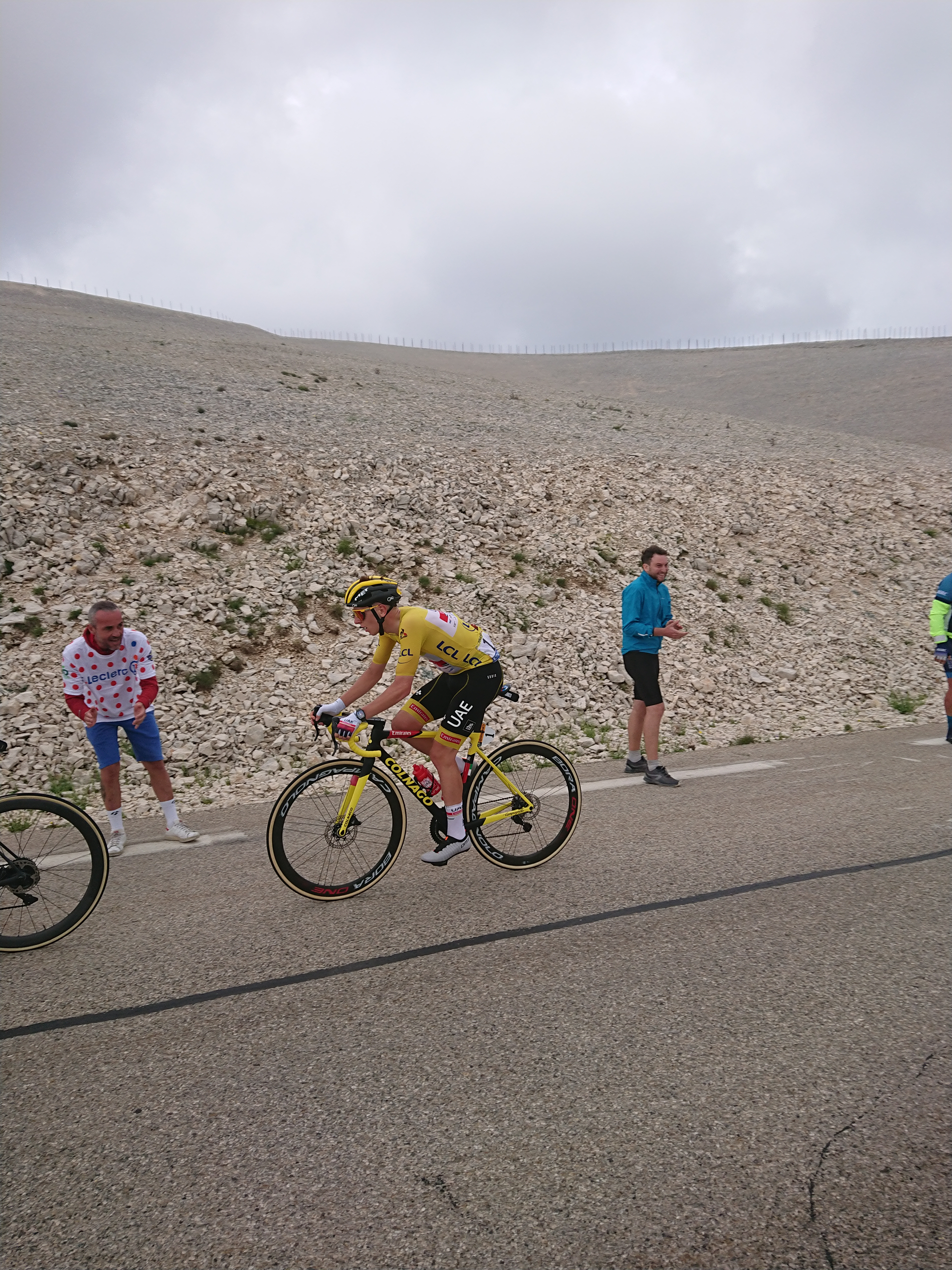
Tadej Pogačar au Mont Ventoux lors du Tour de France 2021.

Le 26 juin, Pogačar aborde en favori le Tour de France. Épargné par les chutes en Bretagne — contrairement à plusieurs de ses concurrents dont Primož Roglič qui doit renoncer à lutter de nouveau pour le maillot jaune —, il remporte le contre-la-montre en Mayenne, devançant sur leur terrain les meilleurs spécialistes de la discipline, dont le champion d'Europe en titre Stefan Küng,. Il prend le maillot jaune en Haute-Savoie, lors de la 8e étape, après avoir accéléré dans la montée du col de Romme, à la sortie de Nancy-sur-Cluses, à 32 km de l'arrivée. Ayant attaqué juste après les défaillances de Mathieu van der Poel et Wout van Aert, il distance Richard Carapaz et reprend un par un les coureurs placés devant lui. Sur la 11e étape, il est légèrement distancé par Jonas Vingegaard dans la deuxième ascension du Ventoux, mais il le rejoint dans la descente. Après la 15e étape, il possède 5 minutes et 18 secodes d'avance sur Rigoberto Uran, deuxième, soit un écart inédit au même stade depuis l'édition 2000. Il remporte les 17e et 18e étapes dans les Pyrénées, au col de Portet puis à Luz-Ardiden, les deux fois devant Vingegaard et Carapaz. Il devient ainsi le premier maillot jaune à gagner deux étapes consécutives depuis Bernard Hinault sur le Tour de France 1979. Le 18 juillet, il gagne son second Tour de France consécutif devant ces mêmes coureurs, devenant le 13e coureur et le plus jeune à conserver son titre. Comme l'année précédente, il remporte les classements de meilleur grimpeur et de meilleur jeune. Ses performances suscitent de nouveau des soupçons de dopage en raison de l'écart avec ses rivaux, de son aisance, de la puissance dégagée dans certains cols (notamment 442 watts étalon sur 49 minutes de montée entre le col de Romme et celui de la Colombière lors de la huitième étape, soit une performance inédite dans l'histoire récente de l'épreuve) et du passé sulfureux des dirigeants de son équipe (Mauro Gianetti et Joxean Fernández Matxín). Face à ces réactions, il déclare ne savoir « que faire pour prouver son innocence »,,.
Il termine dans la foulée troisième de la course en ligne des Jeux olympiques de Tokyo et remporte la médaille de bronze, derrière l'Équatorien Richard Carapaz (seul en tête) et le Belge Wout van Aert, qui le devance de peu au sprint.
Après les JO, Tadej Pogačar fait sa reprise le 29 août sur la Bretagne Classic en vue des championnats d'Europe et du monde. Il fait partie d'un petit groupe s'échappant à 63 kilomètres de l'arrivée aux côtés de Julian Alaphilippe, Mikkel Honoré et Benoît Cosnefroy. Cependant, il est victime d'une fringale quinze kilomètres plus loin et se fait lâcher par ses trois concurrents avant de regagner le peloton. Il termine 60e, à 6 minutes et 30 secondes du vainqueur. C'est la première « grosse défaillance » de Pogačar dans sa carrière professionnelle.
Le 9 septembre, il est choisi par l'équipe de Slovénie pour disputer l'épreuve de contre-la-montre des Championnats d'Europe de cyclisme sur route. Contrairement au premier « chrono » du Tour de France 2021 qu'il avait remporté en écœurant le Suisse Stefan Küng, il ne domine pas ses concurrents puisqu'il termine 12e à 1 minute et 21 secondes de Küng, le vainqueur. Trois jours plus tard, il participe à la course en ligne avec ses compatriotes Matej Mohorič, Domen Novak, Žiga Jerman et David Per. À plus de 110 kilomètres de l'arrivée, Pogačar rejoint l'échappée dans la montée de Candrial avec le Français Warren Barguil et le jeune prodige Belge Remco Evenepoel, faisant exploser le peloton. Le Slovène fait alors partie d'un petit groupe de tête constitué à la suite d'une attaque de l'Italien Matteo Trentin à 69 kilomètres. Par la suite, il ne parvient pas à suivre l'attaque de Remco Evenepoel, au contraire du Français Benoît Cosnefroy et l'Italien Sonny Colbrelli. Ce dernier remporte la course devant le jeune Belge tandis que Cosnefroy finit troisième avec une minute 30 de retard. Le petit groupe des « battus » franchit la ligne 14 secondes après le Français, Pogačar terminant cinquième derrière Trentin.
Le 19 septembre, Tadej Pogačar est aligné avec Jan Tratnik sur l'épreuve de contre-la-montre des Championnats du monde de cyclisme sur route. Peu avantagé par le parcours plat dénué de bosses, le double vainqueur du Tour termine deuxième à 1 minute et 53 secondes du vainqueur, l'Italien Filippo Ganna. Le 26 septembre, il fait partie de la sélection slovène avec Matej Mohorič, Jan Polanc, Luka Mezgec, Primož Roglič, David Per, Domen Novak et Jan Tratnik. Pogačar termine 37e à 6 minutes et 27 secondes du vainqueur, le Français Julian Alaphilippe.
Le 2 octobre, Pogačar participe au Tour d'Émilie mais abandonne. Le 9 octobre, il remporte le Tour de Lombardie, son deuxième monument. Il devient le troisième coureur de l'histoire à remporter le Tour de France et deux classiques « Monuments » la même saison, après Fausto Coppi (1949) et Eddy Merckx (1971 et 1972).

#### 2022: deuxième au Tour de France et deuxième victoire au Tour de Lombardie
Tadej Pogačar commence sa saison avec le Tour des Émirats arabes unis, qu'il remporte ainsi que les quatrième et septième étapes. Le 5 mars, il gagne les Strade Bianche après une échappée solitaire de 50 km et est comparé à Eddy Merckx. La semaine suivante, il remporte pour la seconde fois le classement général de Tirreno-Adriatico ainsi que les 4e et 6e étapes. Lors de cette dernière, aucun de ses adversaires n’a pu le suivre et il a remporté toutes les courses auxquelles il a participé, ce qui fait resurgir les suspicions de dopage dans les débats.
Pogačar découvre ensuite les classiques flandriennes avec À travers les Flandres. En forme mais mal placé, il manque la bonne échappée et doit se contenter d'une dixième place. Il se présente ensuite comme favori au Tour des Flandres. Ses accélérations font la sélection dans le peloton, seuls Mathieu van der Poel et Valentin Madouas parviennent à le suivre dans le Koppenberg. Les trois coureurs rattrapent les échappés Dylan van Baarle et Fred Wright à 37 km de l'arrivée. Dans le Vieux Quaremont, Pogačar accélère à nouveau et seul van der Poel peut le suivre, dans la difficulté. Dans les derniers mètres, Pogačar et van der Poel s'observent tandis que Madouas et van Baarle reviennent sur eux. Mal placé, le Slovène se fait « enfermer » et frustré, assiste à la victoire de van der Poel en terminant quatrième.
Après le Ronde, Tadej Pogačar laisse planer le doute sur une éventuelle participation à Paris-Roubaix, qu'il ne courra finalement pas. Il reprend à la Flèche wallonne. Dans le final du Mur de Huy, il craque rapidement et termine 12e. À la suite du décès de la mère de sa compagne Urška Žigart, il renonce à participer à Liège-Bastogne-Liège qu'il avait remporté l'année précédente.
Il aborde le Tour de France en position de favori. À Longwy, il remporte la 6e étape et endosse le maillot jaune. Le lendemain, lors de la 7e étape, il récidive et franchit la ligne d'arrivée à la Super Planche des Belles Filles en vainqueur, devançant Jonas Vingegaard. Mais dans les Alpes, lors de la 11e étape, Pogačar n'arrive pas à suivre Jonas Vingegaard et Romain Bardet dans la montée du col du Granon fatigué par les attaques des multiples leaders de la formation Jumbo-Visma ; et perd le maillot jaune au profit du Danois. Le Slovène perd plusieurs de ses équipiers : Vegard Stake Laengen et George Bennett à cause du SARS-CoV 2, Marc Soler arrivé hors-délai, Rafał Majka victime d'une blessure. Dans les Pyrénées, à Peyragudes, il enlève la 17e étape, après un mano à mano avec Vingegaard qui termine second de l'étape. La 18e étape est décisive, malgré ses accélérations, Pogačar n'arrive pas à se défaire de Vingegaard. Bien aidé par son coéquipier Wout van Aert dans la montée de Hautacam, le Danois distance le Slovène et gagne l'étape avec 1 minute et 4 secondes d'avance sur ce dernier. Lors de la 20e étape, il se classe troisième du contre-la-montre, Vingegaard le devance de 8 secondes, ce qui porte son retard à 3 minutes et 34 secondes. À l'issue de la dernière étape sur les Champs-Elysées, il monte sur la deuxième marche du podium, Vingegaard remporte son premier Tour.
Pogačar reprend à la Classique de Saint-Sébastien qu'il abandonne puis enchaîne avec la Bretagne Classic qu'il termine 89e. Il termine 24e du Grand Prix de Québec mais gagne ensuite le Grand Prix de Montréal au sprint face à Wout van Aert, Andrea Bagioli, Adam Yates et David Gaudu. 6e des championnats du monde du contre-la-montre, il ne termine que 19e de la course en ligne. Battu par Enric Mas au Tour d'Émilie, le Slovène remporte les Trois vallées varésines mais surtout le Tour de Lombardie dont il était le tenant du titre.

#### 2023: premières victoires à Paris-Nice et au Tour des Flandres, triplé au Tour de Lombardie

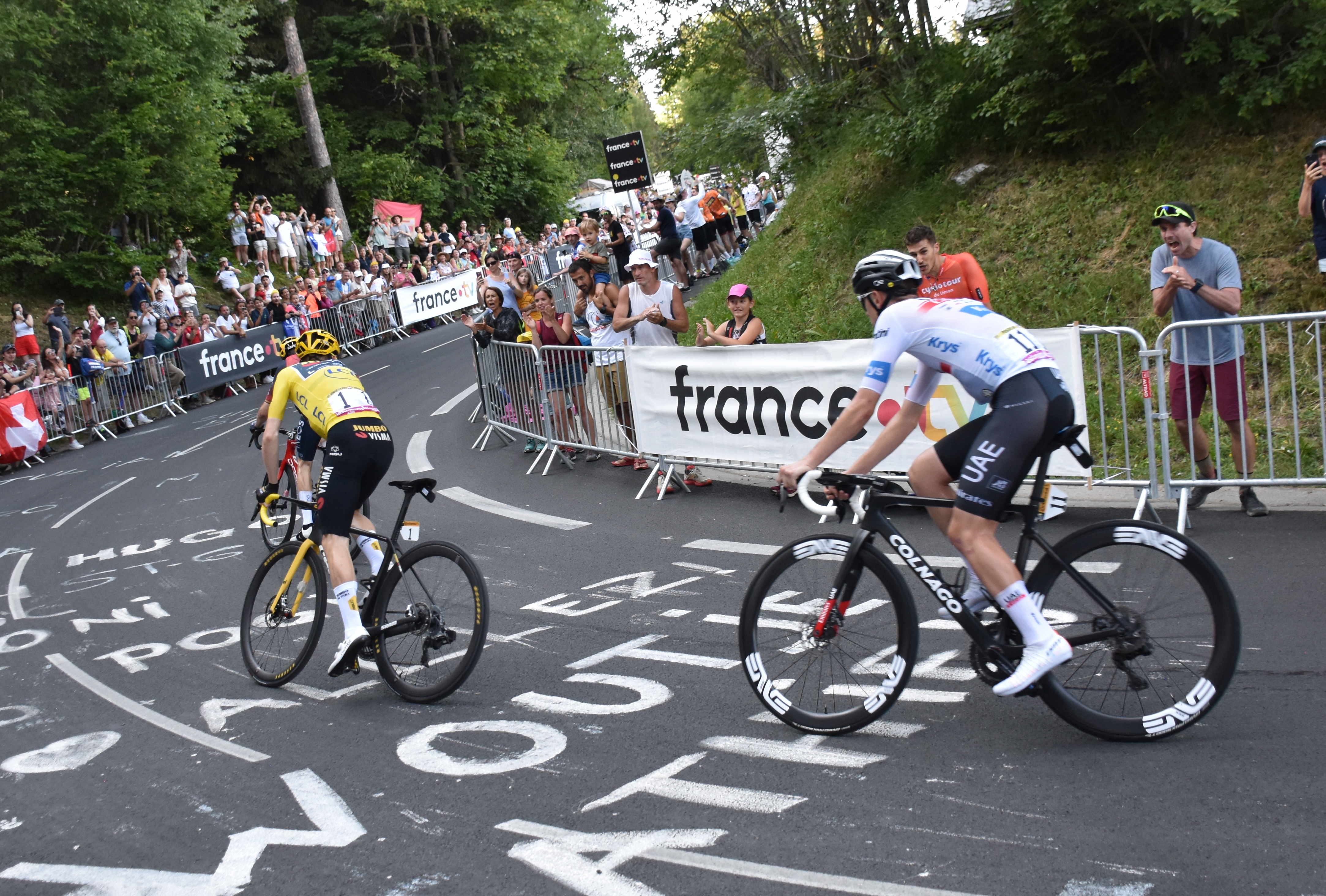
Tadej Pogačar dans les roues de Jonas Vingegaard - Tour de France 2023 - final de la.

L'année 2023 commence de la meilleure des manières pour Tadej Pogačar. Il remporte sa première course le 13 février : la Clasica Jaén Paraiso Interior, avant de s'imposer sur les deux premières et la quatrième étapes du Tour d'Andalousie, qu'il remporte. En mars, pour sa première participation à l'épreuve, il s'impose sur Paris-Nice, après avoir gagné trois étapes.
Le 2 avril, Pogačar remporte le Tour des Flandres pour sa deuxième participation, sa dixième victoire de la saison et son quatrième monument. Il devient à cette occasion le troisième cycliste de l'histoire seulement à avoir remporté à la fois le Tour de France et le Ronde au cours de sa carrière, après Louison Bobet et Eddy Merckx. Deux semaines plus tard, il s'impose de nouveau en solitaire sur l'Amstel Gold Race. Il continue sa série de succès en remportant trois jours plus tard la Flèche wallonne. Mais alors qu'il était favori avec Remco Evenepoel pour Liège-Bastogne-Liège, Pogačar chute à Bertogne, à cause d'un nid-de-poule : blessé au poignet (fractures), il est contraint à l'abandon sur la Doyenne des Classiques. Il reprend la compétition fin juin lors des championnats de Slovénie où il gagne les deux courses (contre-la-montre et en ligne).
Alors qu'il fait partie des favoris au départ du Tour de France, il ne parvient pas à suivre Jonas Vingegaard lors de la 5e étape et lui concède un peu plus d'une minute dans l'ascension du col de Marie-Blanque. Il prend sa revanche dès le lendemain, en remportant la 6e étape à Cauterets, sa dixième victoire sur le Tour de France, et réduit son retard à 25 secondes. Une lutte particulièrement indécise s’installe alors entre les deux favoris qui parviennent tous les deux à reléguer tous leurs adversaires à plus de 5 minutes alors que leur écart mutuel diminue pour atteindre 9 secondes, puis 10 à l’avantage de Vingegaard. Le Danois parvient à frapper un grand coup lors de la 16e étape, un contre la montre de 22 kilomètres où Pogačar ne peut empêcher son rival de le reléguer à 1 minute et 50 secondes de retard. Le mercredi 19 juillet, à l'occasion de la 17e étape, il est victime d'une défaillance dans l'ascension du col de la Loze, qui le relègue à 7 minutes et 35 secondes du maillot jaune, Jonas Vingegaard.
La victoire finale n'étant plus à sa portée, sauf surprise, il annonce viser la dernière étape de montagne, la 20e. Pogačar lance une attaque fulgurante dans le dernier col de cette étape, le col du Platzerwasel, que seul Vingegaard peut suivre dans un premier temps, avant d'être rejoint par Felix Gall. Ils parviennent tous les trois à rattraper puis dépasser tous les hommes de tête, dont Thibaut Pinot dernier rescapé de l'échappée du jour. Ils sont finalement rejoints par les frères Yates. Le maillot jaune lance finalement le sprint mais ne peut empêcher son dauphin de le rattraper et de passer la ligne d’arrivée en première position. Pogačar remporte donc sa deuxième étape sur ce Tour de France, devant Vingegaard. Il termine donc ce Tour à la deuxième place comme l'année précédente et se console en remportant un quatrième maillot blanc consécutif.
Le 6 août, il obtient la médaille de bronze lors de la course en ligne des Championnats du monde de cyclisme sur route 2023 à Glasgow, derrière le vainqueur Mathieu van der Poel et Wout van Aert qui a réussi à le distancer dans le dernier kilomètre.
En préparation du Tour de Lombardie, il participe à plusieurs courses italiennes, n'en remporte aucune mais obtient à chaque fois des places d'honneur : 4e au Tour de Toscane, 3e à la Coppa Sabatini, 2e au Tour d'Émilie et 5e aux Trois vallées varésines. Le 7 octobre, il s'adjuge le Tour de Lombardie pour la troisième fois consécutive, s'imposant en solitaire après une sortie dans la descente du Passo di Ganda à 31 kilomètres de l'arrivée. Il devient le troisième coureur, après Fausto Coppi et Alfredo Binda, à remporter cette classique trois fois d'affilée.
Avec dix-sept victoires en 2023 (deuxième meilleur résultat derrière Jasper Philipsen, dix-neuf victoires) dont deux Monuments et deux autres classiques et dix victoires en UCI World Tour 2023, il termine pour la troisième année consécutive no 1 du classement mondial UCI.

#### 2024: triplé Giro-Tour-Mondiaux, Liège et quatrième Lombardie de suite

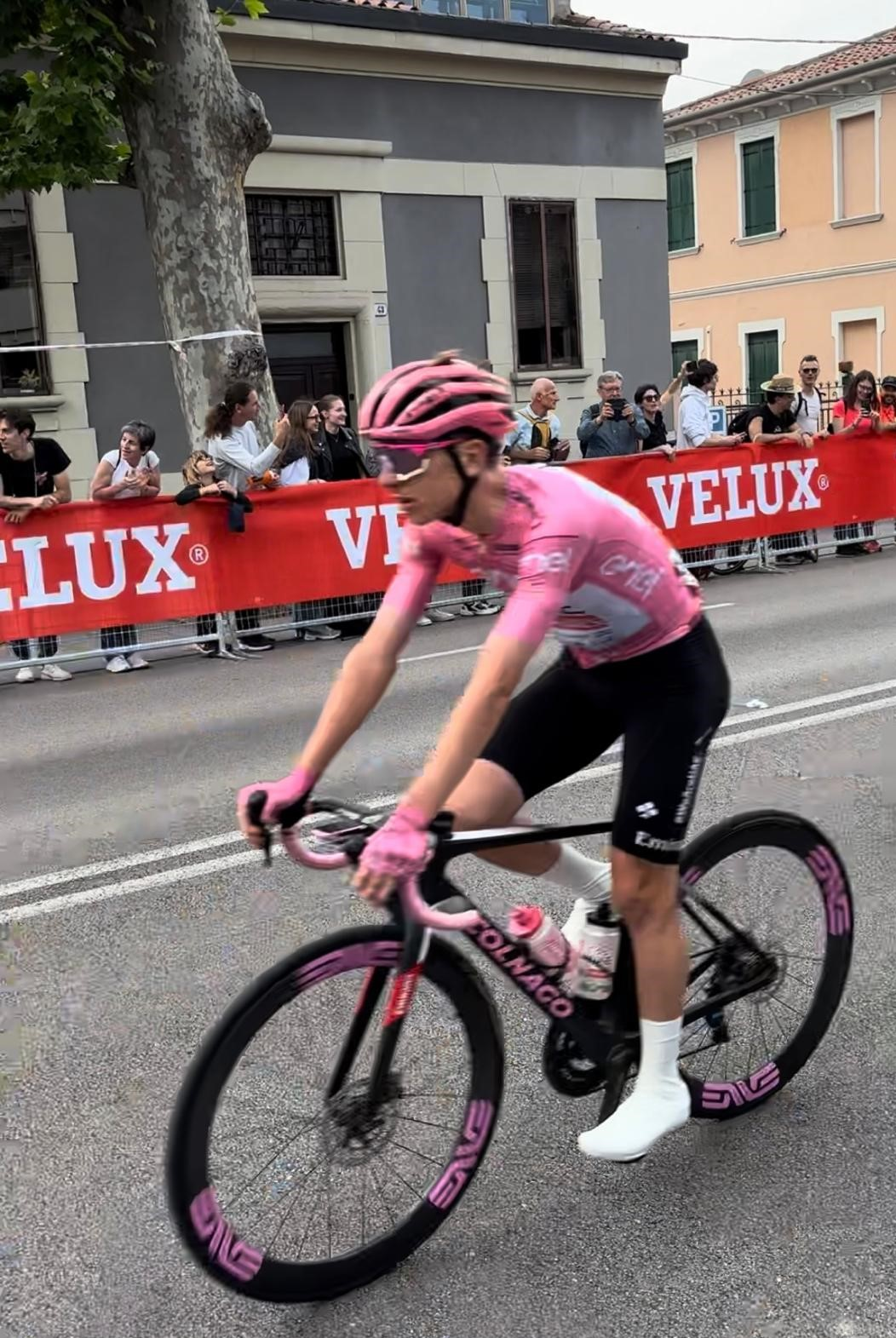
Tadej Pogačar, maillot rose du Giro 2024.

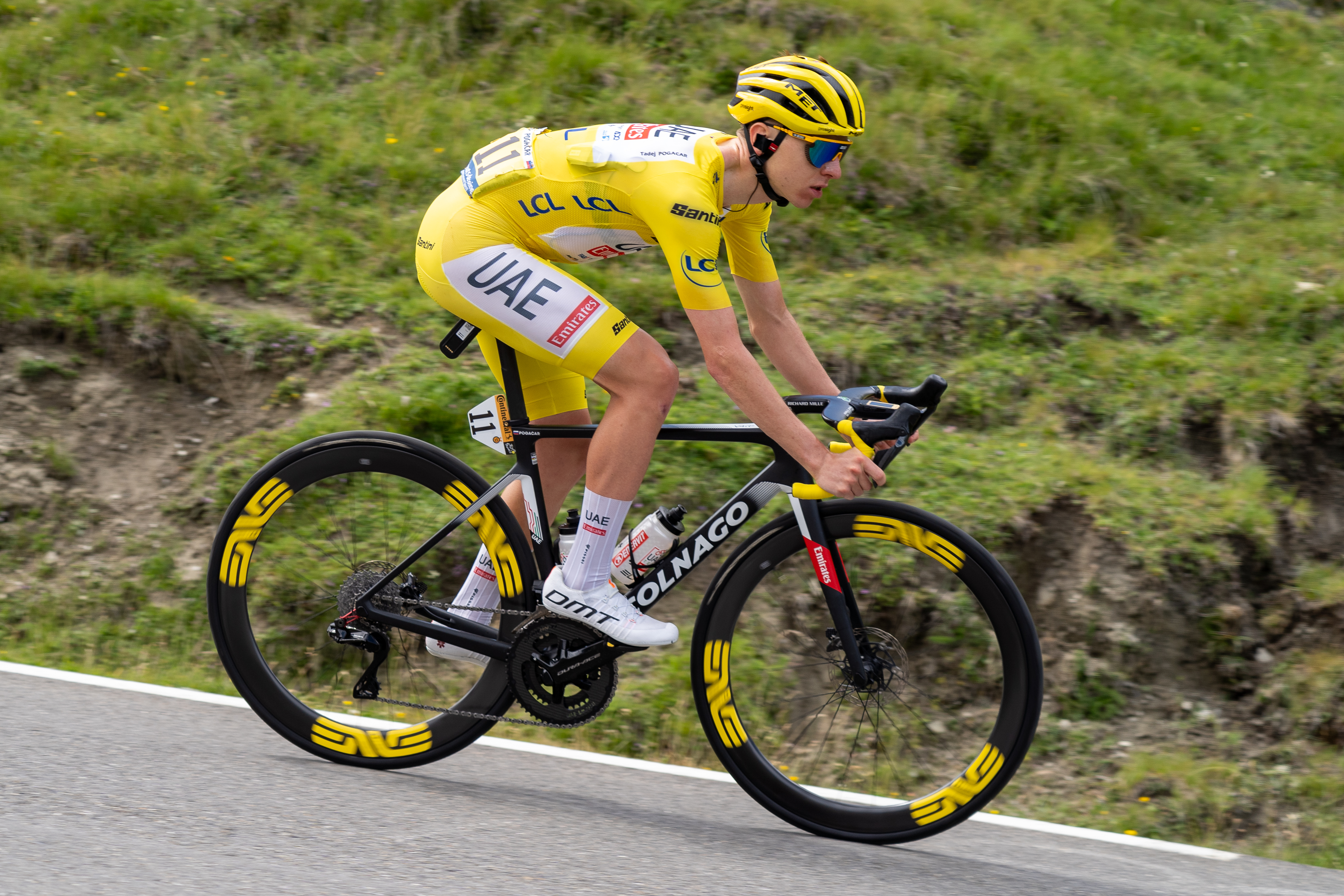
Tadej Pogačar, maillot jaune du Tour de France 2024 dans la descente du Tourmalet.

Pour sa course de reprise, il s'impose facilement sur les Strade Bianche, après un raid en solitaire de plus de 80 kilomètres.
Sur Milan San Remo, il finit troisième au sprint derrière Jasper Philipsen et Michael Matthews. Il s’impose par la suite sans difficulté sur le Tour de Catalogne. Totalement dominateur en montagne où personne n'est capable de le suivre, il remporte quatre étapes, ce qui n'était pas arrivé sur une course par étapes World Tour d'une semaine depuis Peter Sagan sur le Tour de Suisse 2012.
Le 21 avril, il remporte pour la seconde fois Liège-Bastogne-Liège après avoir lâché tous ses adversaires dans la côte de la Redoute. Il accomplit les 35 derniers kilomètres seul en tête, augmentant constamment son avantage. Il gagne à Liège son sixième Monument imitant en cela Mathieu van der Poel qui l'avait aussi réalisé deux semaines auparavant et rejoignant ainsi des champions comme Francesco Moser, Moreno Argentin et Johan Museeuw.
Le 5 mai, il remporte la 2e étape du Tour d'Italie et devient ainsi le 107e coureur à avoir remporté une étape sur chacun des trois grands tours. Par la même occasion, il endosse le maillot rose de leader du classement général qu'il garde sur ses épaules pendant les vingt étapes suivantes. Il domine facilement un Giro dépourvu de réelle concurrence en gagnant aussi les 7e (contre-la-montre), 8e, 15e, 16e et 20e étapes. Il termine ce Giro avec 9 minutes et 56 secondes d’avance sur son dauphin Daniel Martínez, soit le plus gros écart depuis le Tour d'Italie 1965, et remporte aussi le classement de la montagne.
Le Modèle:Ate, il est au départ du Tour de France, à Florence, dans le but de réaliser le doublé Giro-Tour 26 années après Marco Pantani qui l'avait réussi en 1998. Grâce à son classement de la 2e étape à Bologne, il endosse le maillot jaune, le perd le lendemain mais le récupère à l'issue de la 4e étape où il attaque dans les derniers hectomètres menant au col du Galibier qu'il franchit seul en tête avant d'augmenter son avance sur ses poursuivants dans la descente vers Valloire. Il gagne les 14e et 15e étapes en solitaire au sommet du Pla d'Adet et au Plateau de Beille et conforte son maillot jaune. Le 19 juillet, il assoit encore un peu plus sa domination sur le Tour 2024 en remportant la 19e étape à Isola 2000. Il remporte également les 20e et 21e étapes, portant son total à six victoires et réalise ainsi le doublé Giro/Tour avec douze succès d'étapes pour ces deux Grands Tours en 2024.
Ses 39 maillots de leader de Grand Tour en 2024 constituent un record absolu (20 au Tour d’Italie et 19 sur le Tour de France) devant les 37 d'Eddy Merckx en 1970 et les 34 de Chris Froome en 2017.
Au lendemain de sa victoire sur la Grande Boucle, il déclare forfait pour les Jeux olympiques de Paris avançant sa fatigue extrême d’après Tour. Plus tard, il reconnait que la non sélection pour les JO par la fédération slovène de sa compagne Urška Žigart, pourtant double championne de Slovénie sur route et contre-la-montre, l'a, à ses dires, "dégoûté et laissé sans voix". Il reprend la compétition le 13 septembre au Grand Prix de Québec qu'il termine dans le peloton à la 7e place. Deux jours plus tard, il domine la concurrence au Grand Prix de Montréal et s'impose après 23 km en solo. Le 29 septembre, il devient champion du monde sur route à Zurich après un raid de plus de 100 kilomètres dont 50 seul en tête, et réalise le triplé Tour d'Italie-Tour de France-Championnat du monde sur route la même année, une première depuis Stephen Roche en 1987. Le 1er octobre, il obtient 11 690 points au classement UCI World Tour, un score jamais atteint auparavant.
Le 5 octobre, il étrenne son maillot arc-en-ciel en remportant pour la première fois le Tour d'Émilie, devançant d'1 min 54 s Tom Pidcock et Davide Piganzoli à l'issue d'un nouveau raid en solitaire de 38 kilomètres. Il s'agit du plus gros écart enregistré sur cette course entre un vainqueur et son dauphin depuis 1976. En plus de signer un 24e succès en 2024, il devient le premier coureur à remporter au cours d'une même saison sa toute première course disputée avec le maillot arc-en-ciel sur les épaules depuis Abraham Olano en 1995.
Lors du Tour de Lombardie, il remporte une deuxième victoire de suite avec le maillot de champion du monde sur les épaules en partant à 48 de l'arrivée. Il réalise un quadruplé historique sur cette course qui lui permet d'égaler le record de victoires consécutives détenu par Fausto Coppi qui avait remporté les éditions de 1946 à 1949. Avec ses quatre victoires entre 2021 et 2024, Tadej Pogačar n'est plus qu'à une victoire d'égaler le record absolu de succès sur ce monument également détenu par Coppi, vainqueur à cinq reprises sur cette course.
Pour la quatrième année consécutive, il termine la saison en tête du classement mondial UCI. Auteur d’une saison exceptionnelle forte de 25 victoires pour 57 jours de course, il est le seul coureur de l’histoire du cyclisme à avoir réalisé le triplé Tour d’Italie, Tour de France, et championnat du monde, tout en ayant remporté au moins un monument dans la saison. En octobre, il est annoncé qu'il prolonge son contrat chez UAE Emirates jusqu'à la fin de l'année 2030.

#### 2025: un deuxième Tour des Flandres, un troisième Liège, un quatrième Tour de France
Le programme de la saison 2025 de Tadej Pogačar est dévoilé par son directeur sportif Joxean Fernández Matxín. Le champion du monde en titre est annoncé sur de nombreuses classiques en début de saison dont les trois monuments Milan-San Remo, Tour des Flandres, Liège-Bastogne-Liège. En milieu de saison, il sera au départ du Critérium du Dauphiné afin de préparer le Tour de France, son grand objectif de 2025. À la suite des révélations des parcours, il choisit la Vuelta plutôt que le Giro pour son deuxième grand tour de l'année. Enfin son calendrier de la fin de saison est composé du Tour de Lombardie, pour y réaliser un quintuplé historique et du championnat du monde de cyclisme sur route à Kigali pour y défendre sa tunique.
Il remporte sa première victoire de l'année 2025 lors de la 3e étape du Tour des Émirats arabes unis en accélérant à 300 mètres du sommet du Jebel Jais devant Oscar Onley et Felix Gall et s'empare du maillot de leader du classement général. Aussi vainqueur de la dernière étape qu'il gagne en solitaire au Jebel Hafeet, il remporte pour la troisième fois l'UAE Tour.
Le 8 mars, il prend le départ des Strade Bianche avec l'étiquette de grand favori. Malgré une chute dans un fossé à 50 km  de l'arrivée lui occasionnant des brûlures à plusieurs endroits du corps, il lâche son dernier opposant Tom Pidcock à 18,5 km du terme et remporte en solitaire son troisième succès à Sienne, égalant le record de Fabian Cancellara. Deux semaines plus tard, il doit s'incliner face à Mathieu van der Poel à Milan San Remo après 25 derniers kilomètres d'un duel somptueux avec le Néerlandais et malgré plusieurs attaques qu'il provoque dans la Cipressa et le Poggio. Il termine troisième derrière van der Poel et Filippo Ganna, revenu dans le dernier kilomètre,.

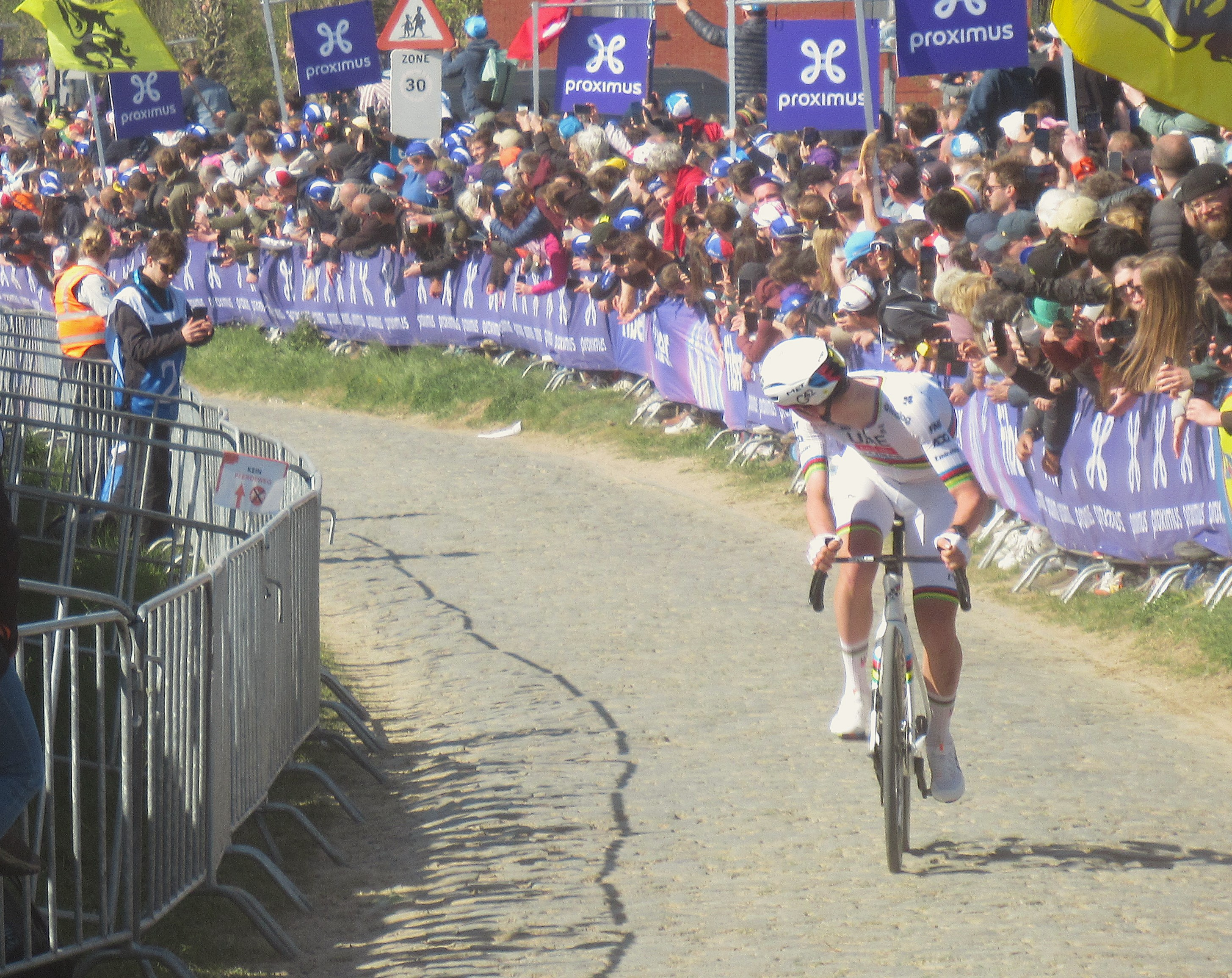
Tour des Flandres 2025 : attaque décisive de Pogačar dans le Vieux Quaremont.

Le 6 avril, il est au départ du Tour des Flandres avec le statut de favori au même titre que le triple vainqueur de cette classique, Mathieu van der Poel. En fin de course, il multiplie les attaques sur les côtes pavées mais van der Poel fait de la résistance. Finalement, il parvient à distancer le Néerlandais dans le dernière montée du Vieux Quaremont, à 18 kilomètres de l'arrivée, et remporte en solitaire son second Ronde avec une minute d'avance sur ses poursuivants. Avec désormais huit Monuments dans son escarcelle, il rejoint le Belge Rik Van Looy à la sixième place de ce prestigieux palmarès.
Alors que Paris-Roubaix ne figurait pas à son agenda, il décide une quinzaine de jours avant la course d'y participer malgré l'avis plutôt défavorable de son staff. Il est en tête avec Mathieu van der Poel à 38 kilomètres de l'arrivée quand il négocie mal la sortie d'un virage dans un secteur pavé et se retrouve au sol. Il ne parvient pas à combler la vingtaine de secondes de retard qu'il a dû concéder au Néerlandais et termine à la deuxième place de son premier Paris-Roubaix chez les professionnels.
Le 20 avril, sur l'Amstel Gold Race, il suit une attaque de Julian Alaphilippe à 47,6 km de l'arrivée dans la côte de Gulperberg puis lâche le Français dans la montée suivante et creuse un écart sur ses poursuivants. Il est toutefois rattrapé à 8 kilomètres du terme par Remco Evenepoel et Mattias Skjelmose qui le devance d'un quart de roue sur la ligne d'arrivée.

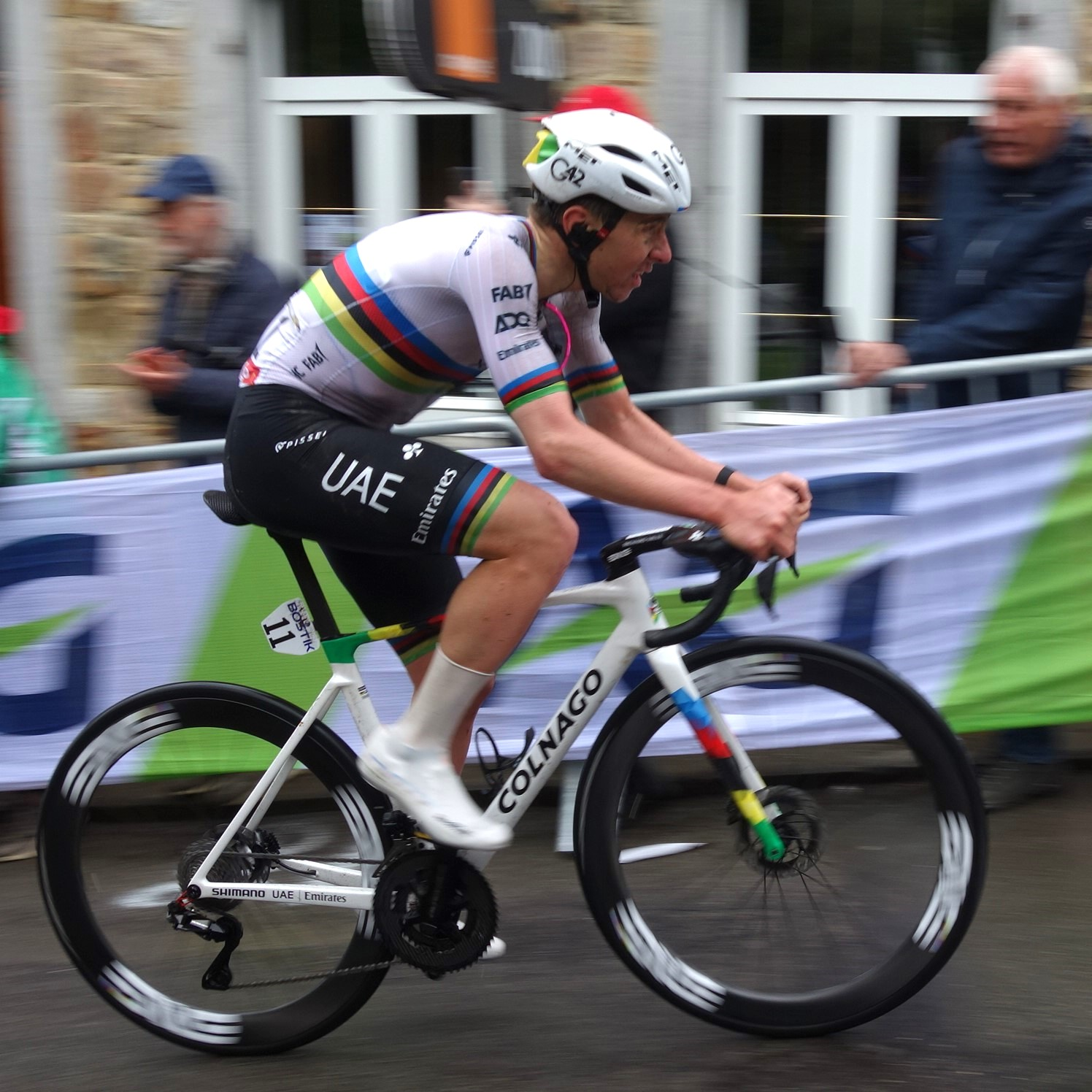
Tadej Pogačar en plein effort dans la dernière ascension du mur de Huy lors de la Flèche wallonne.

Trois jours plus tard, le 23 avril, il participe à la 89e édition de la Flèche wallonne, une course mouvementée dans des conditions difficiles, de pluie et de froid glaçant. Au pied du mythique Mur de Huy, accompagné de la plupart des favoris tels que le double champion olympique Remco Evenepoel et l'ancien champion du monde Julian Alaphilippe, il attaque dans les pourcentages les plus élévés, à l'approche du virage Claude Criquielion, tout en restant assis sur sa selle et laissant ses adversaires à l'arrêt. Il remporte alors pour la deuxième fois l'épreuve, deux ans après sa précédente victoire, avec 10 secondes d'avance sur son dauphin français Kévin Vauquelin.

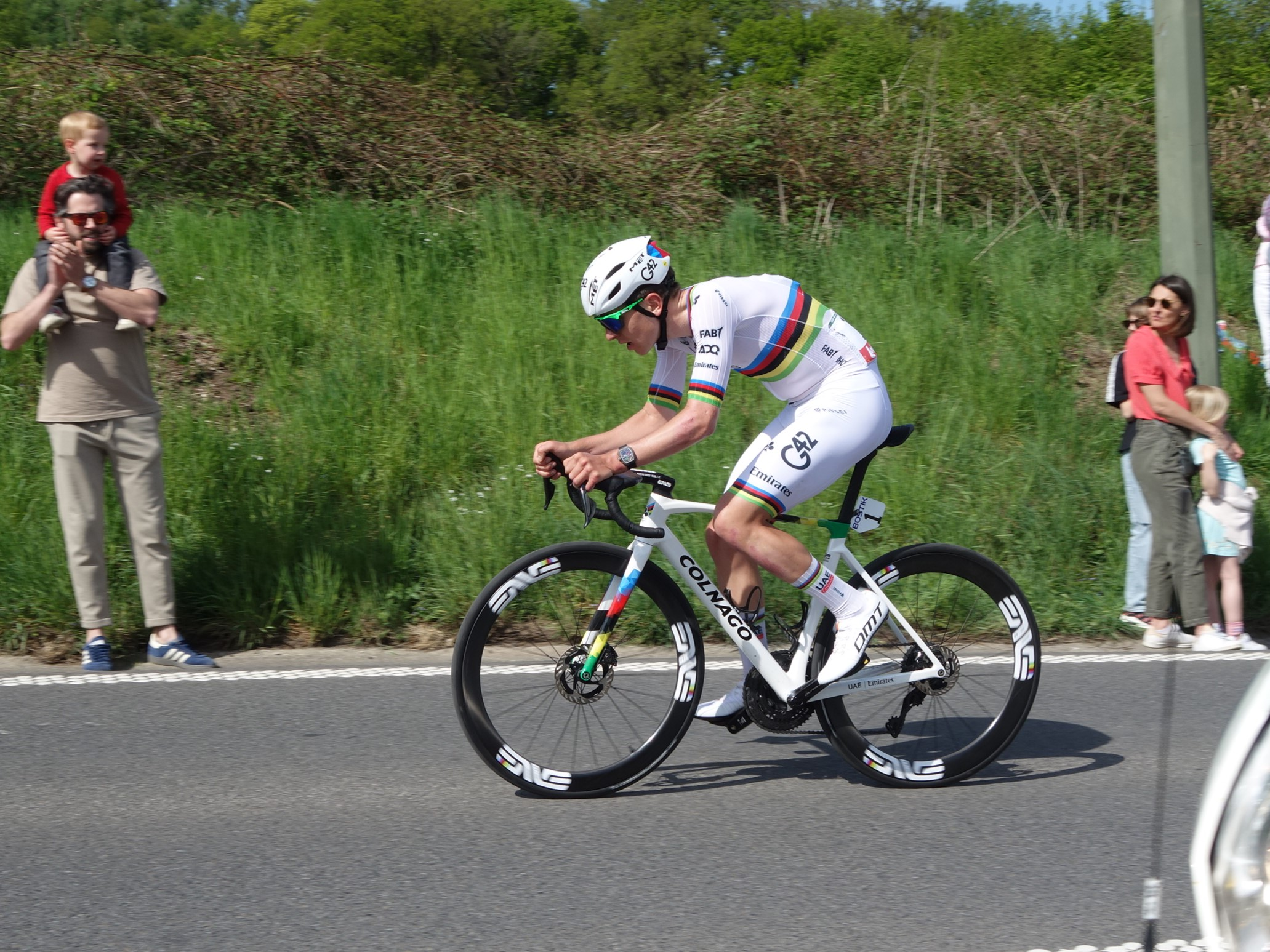
Tadej Pogačar dans la côte des Forges, avant-dernière difficulté de Liège-Bastogne-Liège où il passera la ligne d'arrivée victorieux, en solitaire.

Le 27 avril, il participe à Liège-Bastogne-Liège avec pour principal adversaire Remco Evenepoel. Après avoir accéléré dans la côte de la Redoute à 35 kilomètres de l'arrivée, personne n'a pu le suivre et il remporte sa troisième doyenne avec une minute d'avance sur le deuxième. Il en est dès lors à son neuvième monument emporté,, rejoignant Costante Girardengo, Fausto Coppi et Sean Kelly à la troisième place de ce palmarès. Il boucle ainsi sa première partie de saison, en réalisant l'une des plus grandes campagnes de classiques de l'histoire, qui ressemble notamment beaucoup à celle d'Eddy Merckx en 1975. Il rejoint dans l'histoire Merckx (en 1969 et 1975) et Sean Kelly (1984) comme seuls coureurs à être monté sur le podium des quatre premiers Monuments d'une saison. Il devient par contre le premier coureur à monter sur le podium de six Monuments consécutifs, une série commencée lors de Liège-Bastogne-Liège en 2024.

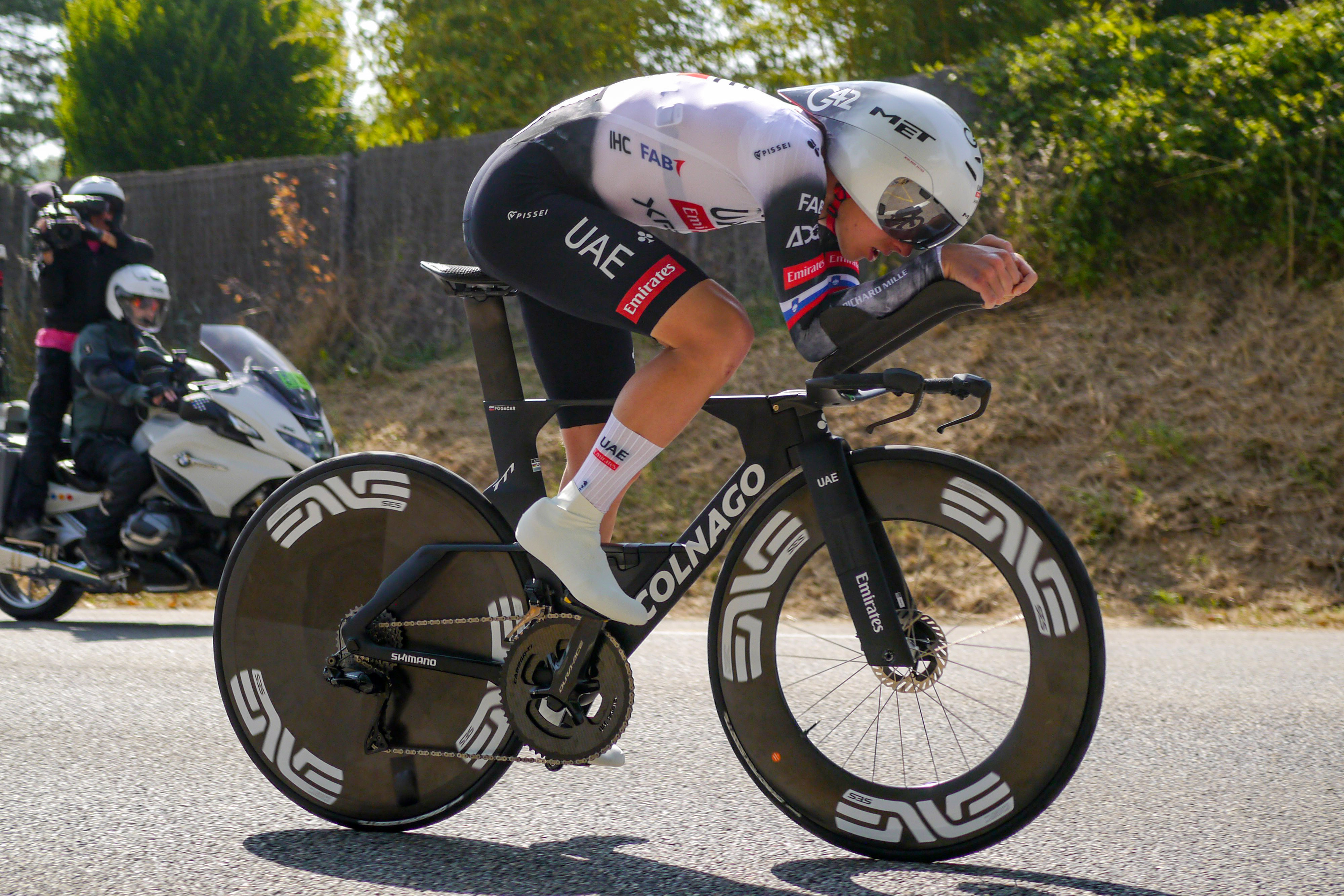
Tadej Pogačar lors de 4e étape du Critérium du Dauphiné qu'il remportera devant son rival Jonas Vingegaard.

Comme prévu dans son programme, il ne participe pas au Tour d’Italie, dont il est le tenant du titre, et fait une coupure jusqu'au Critérium du Dauphiné où il retrouve le Danois Jonas Vingegaard, ainsi que Remco Evenepoel. Il y gagne d'emblée la 1re étape, remportant le sprint d'un groupe de cinq hommes résistant pour quelques mètres au retour du peloton. Dépossédé de son maillot jaune dès le lendemain, il réalise une moins bonne performance sur le contre-la-montre lors de la 4e étape, concédant 49 secondes au vainqueur du jour Remco Evenepoel. Il surclasse ses adversaires lors de la 6e étape en accélérant à 7,5 de l'arrivée dans la montée vers Combloux, distance Vingegaard d'une minute et reprend le maillot jaune à Evenepoel. Sur la 7e, il est assez isolé face à Vingegaard et son équipe. Il attaque à 12 km du sommet et arrive à distancer son rival à plus de 1 minute au classement général tout en remportant l'étape. Lors de la dernière étape, il contrôle la course et remporte le classement général du Dauphiné pour la première fois.

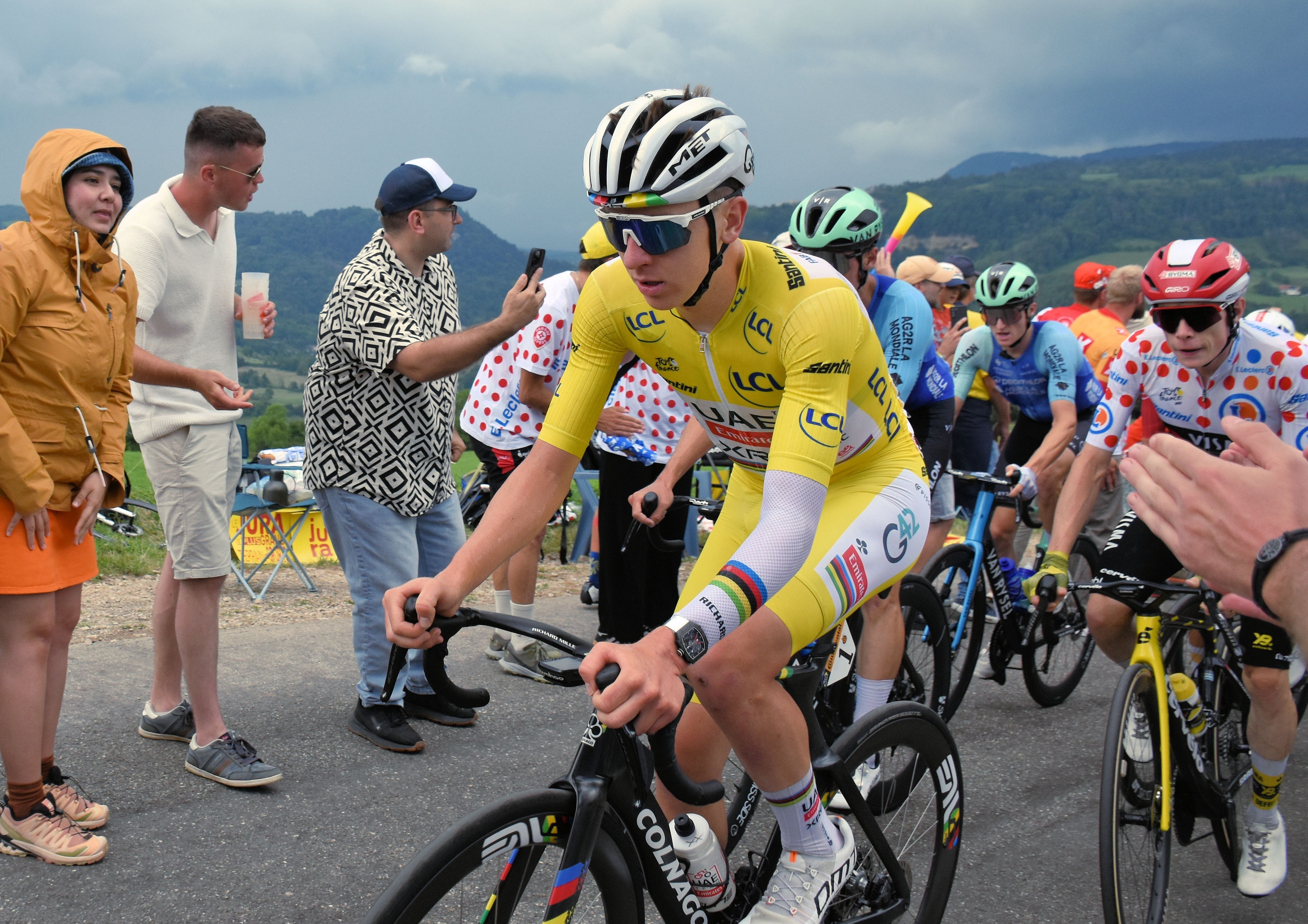
Tadej Pogačar vêtu du maillot jaune lors de la 20e étape du Tour de France.

Favori du Tour de France, il s'impose dès la 4e étape, signant ainsi sa 100e victoire en carrière puis s'empare dès le lendemain du maillot jaune suite à sa deuxième place obtenue derrière Remco Evenepoel lors du contre-la-montre de Caen. Il s'impose à nouveau sur la 7e étape, à Mûr-de-Bretagne, et reprend à cette occasion la tête du classement général. Il perd son maillot jaune quelques jours plus tard, au profit de Ben Healy, à l'issue de la 10e étape. Il signe une troisième victoire lors de la 12e étape, en attaquant dès le pied de la dernière difficulté du jour : la montée d'Hautacam. Il récupère également le maillot jaune de leader du classement général, avec plus de trois minutes d'avance sur le deuxième Jonas Vingegaard. Le lendemain, il assied sa victoire définitive en s'adjugeant le chrono en côte de Peyragudes puis gère son avantage lors de la troisième semaine, remportant un quatrième Tour ainsi qu'un troisième maillot à pois.

## Rivalités

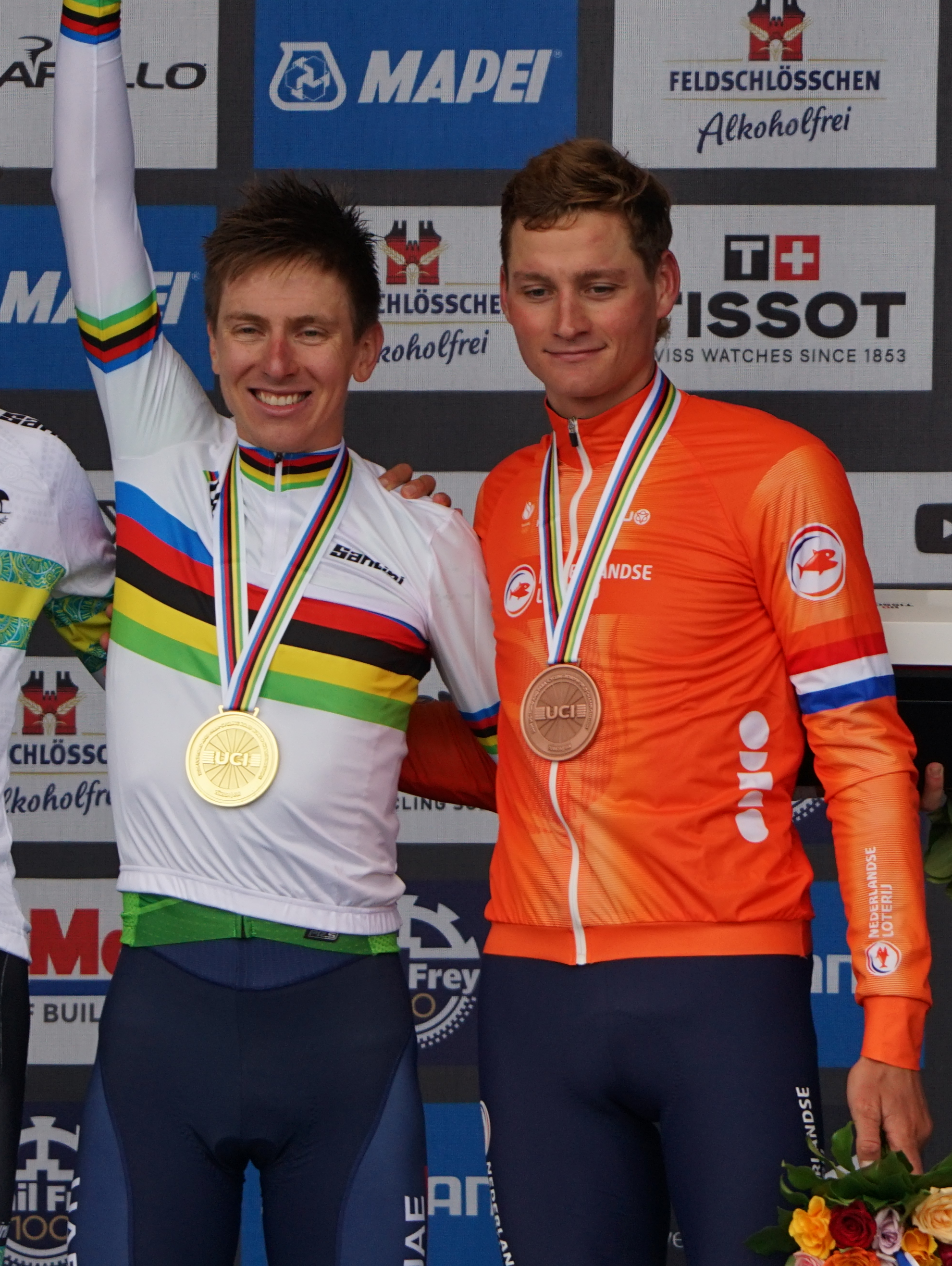
Pogačar (à gauche) et Mathieu van der Poel (à droite) sur le podium des championnats du monde 2024.

### Jonas Vingegaard
La rivalité de Pogačar avec le Danois Jonas Vingegaard est considérée comme l'élément marquant du Tour de France des années 2020 et l'une des plus grandes rivalités cyclistes de tous les temps,,. Pogačar et Vingegaard ont terminé premier et deuxième lors de cinq Tours de France consécutifs de 2021 à 2025 : Pogačar s'imposant en 2021, 2024 et 2025, Vingegaard en 2022 et 2023. Ils se sont également affrontés lors d'autres courses par étapes de haut niveau, comme le Tirreno-Adriatico 2022, le Paris-Nice 2023 et le Critérium du Dauphiné 2025. Ils ont été décrits par les analystes comme évoluant à un niveau « à des années-lumière du reste » du peloton.

### Mathieu van der Poel
Sur les classiques et championnats du monde, Pogačar affronte comme principal rival le Néerlandais Mathieu van der Poel. Les deux cyclistes sont considérés comme les coureurs de classiques dominants de leur génération : Pogačar compte neuf victoires dans les Monuments du cyclisme et van der Poel en compte huit, des totaux qui les placent loin devant tout autre cycliste de leur génération,. Bien que les deux coureurs aient fréquemment participé aux mêmes courses depuis 2020, la couverture médiatique de leur rivalité s'est accrue en 2025,,. En effet, leur domination est mise en évidence lors des classiques du printemps 2025, où le duo gagne les quatre Monuments : van der Poel s'impose sur Milan-San Remo et Paris-Roubaix, Pogačar terminant respectivement troisième et deuxième. De son côté, ce dernier remporte le Tour des Flandres devant van der Poel, puis gagne Liège-Bastogne-Liège où van der Poel est absent. Ils ont remporté chacun deux Monuments la même année de 2023 à 2025, une première dans l'histoire du cyclisme.

### Remco Evenepoel
Les terrains d'affrontement entre Pogačar et Remco Evenepoel sont les classiques ardennaises, les autres classiques avec relief (Tour de Lombardie, Classique de Saint-Sébastien), les courses à étapes ainsi que les courses et championnats disputés en contre-la-montre. Si Pogačar tire un avantage global de leurs confrontations sur les courses en ligne (excepté la Classique de Saint-Sébastien) et principalement en montagne, le Belge domine régulièrement le Slovène sur la plupart des épreuves chronométrées hors clm en côte. Les deux coureurs témoignent d'une bonne complicité et peut-être d'une certaine amitié comme celle affichée au terme des étapes du Tour de France 2024.

## Comparaisons avec Eddy Merckx
Des comparaisons avec Eddy Merckx - considéré comme le plus grand cycliste de l'histoire - ont été faites tout au long de la carrière de Pogačar. Cyrille Guimard, ancien rival de Merckx et directeur sportif de plusieurs anciens lauréats du Tour de France, affirme dès 2020 que Pogačar est au-dessus du niveau de Merckx et d'Hinault. Lors du Tour de France 2021, après la démonstration de Pogačar sur la 8e étape où il s'empare du maillot jaune et gagne plus de trois minutes sur les autres prétendants au classement général, l'ancien vainqueur du Tour Joop Zoetemelk compare le jeune Slovène à Merckx. À l'issue du Tour, que Pogačar remporte avec plus de cinq minutes d'avance, Merckx lui-même déclare qu'il considère le Slovène comme « le nouveau Cannibale », faisant référence à son propre surnom, et suggère que « si rien ne lui arrive, [Pogačar] peut certainement gagner le Tour de France plus de cinq fois. ».
Après la victoire de Pogačar sur le Tour de Lombardie 2021, Merckx note que si de nombreux cyclistes ont été appelés « le nouveau Merckx », Pogačar est le premier à véritablement tenir cette promesse sur la base de ses résultats. Ernesto Colnago exprime des pensées similaires, affirmant que, selon lui, Pogačar sera « le seul à suivre Eddy Merckx » dans l'histoire du cyclisme.
Au cours de la saison historique de Pogačar en 2024, les comparaisons se sont intensifiées. Après sa victoire au Tour d'Italie 2024, Bernard Hinault, quintuple vainqueur du Tour, déclare : « Il est comme moi et Merckx », citant la domination et le style de course de Pogačar. Après son doublé sur le Tour de France, le journal espagnol El País écrit : « Tadej Pogačar est le Cannibale 2 ». Après sa victoire historique sur les championnats du monde, où Pogačar court en solitaire les 100 derniers kilomètres et s'impose, Merckx lui-même déclare à L'Équipe : « Il est évident qu'il est désormais au-dessus de moi. »,. Avant de préciser qu'il faisait spécifiquement référence à la performance des championnats du monde et qu'il ne pensait pas encore que Pogačar lui soit supérieur,.

## Performances et qualités physiques
Tadej Pogačar s'est imposé en deux ans comme étant l'un des meilleurs coureurs du monde. Capable de remporter des étapes de montagne comme des contre-la-montre, il a également une bonne pointe de vitesse, lui permettant de remporter des sprints. Malgré son jeune âge, Pogačar dégage une grande sérénité, ne s'énervant quasiment jamais, et faisant preuve d'une grande aisance et d'une bonne technique. Si son poids de forme d'environ 66 kg rapporté à sa taille de 1,76 m devraient faire de Pogačar un coureur de type « puncheur-rouleur » efficace dans les classiques et les courses par étapes d'une semaine, ses performances entrevues au Tour de l'Avenir 2018 révèlent chez lui de très bonnes et surprenantes qualités de grimpeur et surtout une impressionnante capacité de récupération, des qualités confirmées dans les Grands Tours depuis 2019. Selon son entraîneur Íñigo San Millán, Tadej Pogačar présente « des paramètres physiologiques absolument incroyables ajoutés à des qualités mentales qui rappellent celles d'Indurain ». Toutes ces caractéristiques précitées font ainsi de Pogačar un des coureurs les plus complets de sa génération.
Il impressionne par sa régularité et sa capacité à être au très haut niveau toute l'année : en avril 2022, il compte déjà 7 victoires (deux classements généraux, quatre étapes, une classique) ainsi que trois top 10, le tout en World Tour. Sa première « grosse défaillance » est sa fringale sur la Bretagne Classic 2021 où il ne parvient pas à suivre Julian Alaphilippe et Benoît Cosnefroy et termine à plus de 6 minutes du vainqueur. D'autres moments de faiblesse, survenus sur le Mont Ventoux lors du Tour de France 2021 ainsi que sur les classiques À travers les Flandres et la Flèche wallonne 2022, n'ont pas eu de véritables conséquences, Pogačar ayant rattrapé son retard ou terminé dans le top 12 voire 10.
Déjà prometteur dans les catégories espoirs, il remporte le Tour de l'Avenir en 2018. L'année suivante, il vit sa première saison professionnelle, remporte notamment le Tour de l'Algarve et le Tour de Californie. Il révèle cependant toutes ses qualités au monde du cyclisme sur le Tour d'Espagne, remportant trois étapes de montagne et terminant 3e du classement général, à quelques semaines de son 21e anniversaire.
C'est véritablement lors du Tour de France 2020 qu'il se révèle aux yeux du grand public. Mais ses performances suscitent les interrogations, voire les suspicions d'anciens coureurs comme Stéphane Heulot et de spécialistes du dopage comme Antoine Vayer,. Selon eux, Tadej Pogačar a développé beaucoup trop de puissance pour être honnête lors de ses ascensions du col de Peyresourde, du col de Marie-Blanque et du Grand Colombier. Le jeune Slovène finira par remporter le Tour en renversant son compatriote et idole Primož Roglič lors du contre-la-montre la veille de l'arrivée. Des interrogations apparaissent alors sur le fait que la Slovénie puisse avoir deux coureurs de très haut niveau avec un faible passé cycliste et seulement deux millions d'habitants. De plus, 40 % des coureurs professionnels slovènes ont été impliqués dans des affaires de dopage, à l'image de Kristjan Koren impliqué dans l'affaire Aderlass,.
L'entourage de Pogačar suscite également la polémique : Andrej Hauptman, qui l'a repéré, avait été interdit de départ lors du Tour de France 2000 pour un taux d'hématocrite trop élevé. Mais ce sont surtout ses managers Mauro Gianetti et Joxean Fernández Matxín qui inquiètent. Au sein de l'équipe Saunier-Duval, ils ont dirigé Riccardo Riccò et Leonardo Piepoli (contrôlés positifs à l'EPO CERA sur le Tour de France 2008) ainsi que Juan José Cobo déclassé de sa victoire sur le Tour d'Espagne 2011 à la suite d'anomalies sur son passeport biologique.
Interrogé sur le passé de ses patrons et les suspicions dont il fait l'objet par L'Équipe, Tadej Pogačar répond : « J'étais trop jeune pour me souvenir de cette époque. J'avais dix ans en 2008 et cela me fait bizarre d'en parler car cela va à l'encontre de tout ce que je crois. […] En vérité, cela me désole que les gens doutent de mes performances. Ma seule défense, c'est d'avoir ma conscience pour moi ».
Dans un documentaire, Primož Roglič et Tom Dumoulin expriment leur interrogation quant à la performance de Tadej Pogačar lors du contre-la-montre de la Planche des Belles Filles, ne comprenant pas comment il a pu rouler plus d'une minute plus vite qu'eux. Pogačar répondra « Ma performance a peut-être été inattendue mais elle n’a rien d’incroyable », estime que ses rivaux ont été déçus de perdre la veille de l'arrivée et déclare « J’étais dans un grand jour, que j’ai préparé de la meilleure façon possible, nous avons procédé à un changement de vélo très rapide, nous n’avons rien laissé au hasard ». Dans un reportage pour France 2, le jeune Slovène revient sur cette séquence et estime que Tom Dumoulin n'était pas au meilleur de sa forme lors de cette étape et a fait l'erreur de garder son vélo de chrono pour la montée finale.
Lors de ce reportage, Marjeta Pogačar, la mère de Tadej, déclare avoir voulu dissuader son fils de devenir coureur cycliste professionnel par peur du dopage, ce moment s'étant passé peu après les aveux de Lance Armstrong. Désormais, elle le soutient face aux suspicions, se demandant « pourquoi il est autant critiqué » et assurant avoir « toujours essayé d'élever des enfants honnêtes et intègres ». Selon elle, son fils « ne serait pas content de gagner » « s'il prenait une substance interdite », « c'est contre ses valeurs et sa morale ».
En 2020, Pogačar a remporté le Tour grâce à ses capacités physiques, la stratégie et les circonstances de course ont été importantes, n'ayant peut-être pas été « pris au sérieux » pour la victoire finale par Primož Roglič et son équipe. En 2021, le jeune Slovène écrase le Tour de France en plusieurs temps. Premièrement, lors du premier contre-la-montre, qu'il remporte avec 19 secondes d'avance sur le suisse Stefan Küng, champion d'Europe de la discipline qui a longtemps eu le meilleur temps et terriblement déçu de voir la victoire lui échapper. De 6e, il se place à la 2e place du classement général. Deux jours plus tard, lors de la 7e étape, l'équipe UAE de Pogačar demande du soutien aux autres équipes pour rattraper l'échappée qui compte notamment Mathieu van der Poel et Wout van Aert, respectivement 1er et 3e du classement général. Les autres équipes refusent en répondant que puisque Pogačar est le plus fort, c'est à lui et son équipe de rouler. Deuxièmement, lors de la 8e étape, première étape de montagne, où après le travail de son équipier Davide Formolo, Tadej Pogačar attaque à 30 kilomètres de l'arrivée. Seul Richard Carapaz parvient à le suivre mais l'Équatorien est distancé au bout de 500 mètres. Sur le grand plateau, le Slovène rattrape les échappés un par un et s'empare du maillot jaune en terminant 4e de l'étape avec 3 minutes et 20 secondes d'avance sur ses principaux concurrents Carapaz, Rigoberto Urán, Enric Mas, David Gaudu, Jonas Vingegaard et Wilco Kelderman. Le débours est encore plus grand pour Primož Roglič et Geraint Thomas ayant fini dans le gruppetto. Gaspard Bremond de Ouest-France écrit entre autres « le cyclisme à deux-vitesses est probablement de retour » dans un article qui retranscrit l'outrageante supériorité de Pogačar, comparé à Lance Armstrong sur les réseaux sociaux. Le lendemain, il contre une attaque de Richard Carapaz à Tignes et là aussi, les autres favoris ne peuvent pas le suivre. Et troisièmement, lors des 17e et 18e étapes qu'il remporte au sprint en laissant facilement derrière ses concurrents. Mais selon son entraîneur Iñigo San Millán, la domination de Pogačar se traduit par une faiblesse de la concurrence, le Slovène « ne [réalisant] même pas les chiffres qu'il a faits l'année dernière ».
Tadej Pogačar reprend en 2022 avec la même facilité qu'en 2021, que ce soit sur l'UAE Tour, Tirreno-Adriatico ou encore les Strade Bianche. Le fait qu'il gagne chaque course sur laquelle il s'aligne suscite la controverse. Il s'essaie ensuite aux classiques pavées, termine 10e d'À travers les Flandres, mais surtout 4e du Tour des Flandres. Impressionnant sur le Ronde, seul Mathieu van der Poel parvient à le suivre, avec difficulté. Cependant, le Slovène et le Néerlandais se regardent dans le final, permettant à Dylan van Baarle et Valentin Madouas de revenir sur eux. Piégé, Pogačar termine 4e et s'agace. Il est annoncé sur Liège-Bastogne-Liège mais est obligé de renoncer à la suite du décès de la mère de sa fiancée Urška Žigart d'un cancer du sein. En juin, il domine le Tour de Slovénie, certes avec une faible concurrence avant de tenter un troisième sacre sur le Tour de France. Meilleur favori sur le contre-la-montre, vainqueur de l'étape de Longwy (endossant le maillot jaune) puis à la Super Planche des Belles Filles le lendemain, Pogačar écrase la concurrence, faisant craindre aux suiveurs une domination similaire à l'an passé. Cependant, lors de la 11e étape, le jeune Slovène est piégé par l'équipe Jumbo-Visma dans le col du Galibier, répondant aux attaques de Jonas Vingegaard, mais aussi à celles de Primož Roglič, distancé au classement général à la suite d'une chute sur la quatrième étape. Confiant et s'amusant du rythme de la course devant les caméras, Pogačar est cependant victime d'une fringale dans le col du Granon et doit laisser partir Vingegaard qui attaque. Le Slovène subit alors la première grande défaillance de sa carrière, perd presque 3 minutes sur son rival. Par la suite, il n'aura de cesse d'attaquer le Danois pour reprendre du temps, en vain. Il remporte cependant la 17e étape s'achevant en haut de Peyragudes. Le lendemain, il craque définitivement à Hautacam, ayant subi une chute puis le rythme infernal de Wout van Aert faisant le tempo pour Vingegaard qui remporte l'étape et scelle sa victoire au classement général. Malgré ses trois victoires d'étape et sa victoire au classement des jeunes, cette 2e place fait figure d'échec pour le jeune Slovène, qui paraît alors plus sympathique aux yeux du public.

## Record du nombre de points UCI
Le 30 avril 2025, il possède le nombre record de 13 650 points UCI, soit près de 8 000 points de plus que le deuxième Remco Evenepoel (5 654 points).
Pour se rendre compte de ce que cela représente, l'évènement qui rapporte le plus de points est la victoire finale du Tour de France qui rapporte 1 000 points contre 850 pour le Giro d’Italia et la Vuelta Ciclista a España. Parmi les courses d’un jour, le total de points maximal est distribué pour la course en ligne des Championnats du monde et des Jeux olympiques, qui valent l’une comme l’autre 600 points.

## Vie privée
Tadej Pogačar est fiancé à sa compatriote slovène Urška Žigart, également cycliste professionnelle. Ils résident à Monaco.

## Palmarès et résultats

### Palmarès professionnel
| - 2019 - Champion de Slovénie du contre-la-montre - Champion de Slovénie sur route espoirs - Champion de Slovénie du contre-la-montre espoirs - Tour de l'Algarve : - Classement général - 2e étape - Tour de Californie : - Classement général - 6e étape - 9e, 13e et 20e étapes du Tour d'Espagne - 3e du Tour d'Espagne - 6e du Tour du Pays basque - 2020 - Champion de Slovénie du contre-la-montre - Champion de Slovénie du contre-la-montre espoirs - Champion de Slovénie sur route espoirs - Tour de la Communauté valencienne : - Classement général - 2e et 4e étapes - 5e étape du Tour des Émirats arabes unis - Tour de France : - Classement général - Classement du meilleur grimpeur - Classement du meilleur jeune - 9e, 15e et 20e (contre-la-montre) étapes - 2e du Tour des Émirats arabes unis - 2e du championnat de Slovénie sur route - 3e de Liège-Bastogne-Liège - 4e du Critérium du Dauphiné - 9e de la Flèche wallonne - 2021 - Classement mondial UCI - UCI Europe Tour - Tour des Émirats arabes unis : - Classement général - 3e étape - Tirreno-Adriatico : - Classement général - 4e étape - 3e étape du Tour du Pays basque - Liège-Bastogne-Liège - Tour de Slovénie : - Classement général - 2e étape - Tour de France : - Classement général - Classement du meilleur grimpeur - Classement du meilleur jeune - 5e (contre-la-montre), 17e et 18e étapes - Tour de Lombardie - 3e du championnat de Slovénie du contre-la-montre - Médaillé de bronze de la course en ligne des Jeux Olympiques - 3e du Tour du Pays basque - 3e des Trois vallées varésines - 5e du championnat d'Europe sur route - 7e des Strade Bianche - 10e du championnat du monde du contre-la-montre - 2022 - Classement mondial UCI - UCI Europe Tour - Tour des Émirats arabes unis : - Classement général - 4e et 7e étapes - Strade Bianche - Tirreno-Adriatico : - Classement général - 4e et 6e étapes - Tour de Slovénie - Classement général - 3e et 5e étapes - Tour de France : - Classement du meilleur jeune - 6e, 7e et 17e étapes - Grand Prix cycliste de Montréal - Trois vallées varésines - Tour de Lombardie - 2e du Tour de France - 2e du Tour d'Émilie - 4e du Tour des Flandres - 5e de Milan-San Remo - 6e du championnat du monde du contre-la-montre - 10e d'À travers les Flandres | - 2023 - Classement mondial UCI - UCI Europe Tour - Champion de Slovénie sur route - Champion de Slovénie du contre-la-montre - Jaén Paraiso Interior - Tour d'Andalousie : - Classement général - 1re, 2e et 4e étapes - Paris-Nice : - Classement général - 4e, 7e et 8e étapes - Tour des Flandres - Amstel Gold Race - Flèche wallonne - Tour de France : - Classement du meilleur jeune - 6e et 20e étapes - Tour de Lombardie - 2e du Tour de France - 2e du Tour d'Émilie - Médaillé de bronze du championnat du monde sur route - 3e de l'E3 Saxo Bank Classic - 3e de la Coppa Sabatini - 4e de Milan-San Remo - 2024 - Classement mondial UCI - UCI Europe Tour - Champion du monde sur route - Strade Bianche - Tour de Catalogne : - Classement général - 2e, 3e, 6e et 7e étapes - Liège-Bastogne-Liège - Tour d'Italie : - Classement général - Classement du meilleur grimpeur - 2e, 7e (contre-la-montre), 8e, 15e, 16e et 20e étapes - Tour de France - Classement général - 4e, 14e, 15e, 19e, 20e et 21e (contre-la-montre) étapes - Grand Prix cycliste de Montréal - Tour d'Émilie - Tour de Lombardie - 3e de Milan-San Remo - 7e du Grand Prix cycliste de Québec - 2025 - Tour des Émirats arabes unis : - Classement général - 3e et 7e étapes - Strade Bianche - Tour des Flandres - Flèche wallonne - Liège-Bastogne-Liège - Critérium du Dauphiné : - Classement général - 1re, 6e et 7e étapes - Tour de France - Classement général - Classement du meilleur grimpeur - 4e, 7e, 12e et 13e (contre-la-montre) étapes - 2e de Paris-Roubaix - 2e de l'Amstel Gold Race - 3e de Milan-San Remo |  |

### Résultats sur les grands tours

#### Tour de France
6 participations
- 2020 :  Vainqueur du classement général,  vainqueur du classement du meilleur grimpeur,  vainqueur du classement du meilleur jeune, vainqueur des 9e, 15e et 20e (contre-la-montre) étapes,  maillot jaune pendant 2 jours
- 2021 :  Vainqueur du classement général,  vainqueur du classement du meilleur grimpeur,  vainqueur du classement du meilleur jeune, vainqueur des 5e (contre-la-montre), 17e et 18e étapes,  maillot jaune pendant 14 jours
- 2022 : 2e,  vainqueur du classement du meilleur jeune, vainqueur des 6e, 7e et 17e étapes,  maillot jaune pendant 5 jours
- 2023 : 2e,  vainqueur du classement du meilleur jeune, vainqueur des 6e et 20e étapes
- 2024 :  Vainqueur du classement général, vainqueur des 4e, 14e, 15e, 19e, 20e et 21e (contre-la-montre) étapes,  maillot jaune pendant 19 jours
- 2025 :   Vainqueur du classement général,  vainqueur du classement du meilleur grimpeur, vainqueur des 4e, 7e, 12e et 13e (contre-la-montre) étapes,  maillot jaune pendant 14 jours

#### Tour d'Italie
1 participation
- 2024 :  Vainqueur du classement général,  vainqueur du classement du meilleur grimpeur, vainqueur des 2e, 7e (contre-la-montre), 8e, 15e, 16e et 20e étapes,  maillot rose pendant 20 jours.

#### Tour d'Espagne
1 participation
- 2019 : 3e,  vainqueur du classement du meilleur jeune et des 9e, 13e et 20e étapes

### Résultats sur les courses par étapes
Ce tableau présente les résultats de Tadej Pogačar sur les courses par étapes de l'UCI World Tour hors Grands Tours auxquelles il a participé.
| Légende | Légende | Légende | Légende     | Légende | Légende              | Légende | Légende       |
| ------- | ------- | ------- | ----------- | ------- | -------------------- | ------- | ------------- |
| Ab.     | Abandon | HD      | Hors-délais | -       | Pas de participation | ×       | Pas d'épreuve |

| Course                | 2019      | 2020 | 2021      | 2022      | 2023      | 2024      | 2025      |
| --------------------- | --------- | ---- | --------- | --------- | --------- | --------- | --------- |
| Tour Down Under       | 13e       | —    | x         | x         | —         | —         | —         |
| UAE Tour              | —         | 2e   | Vainqueur | Vainqueur | —         | —         | Vainqueur |
| Tirreno-Adriatico     | —         | —    | Vainqueur | Vainqueur | —         | —         | —         |
| Paris-Nice            | —         | —    | —         | —         | Vainqueur | —         | —         |
| Tour de Catalogne     | —         | —    | —         | —         | —         | Vainqueur | —         |
| Tour du Pays basque   | 6e        | —    | 3e        | —         | —         | —         | —         |
| Tour de Californie    | Vainqueur | x    | x         | x         | x         | x         | x         |
| Critérium du Dauphiné | —         | 4e   | —         | —         | —         | —         | Vainqueur |

### Résultats sur les courses d'un jour
Ce tableau présente les résultats de Tadej Pogačar sur courses d'un jour de l'UCI World Tour auxquelles il a participé, ainsi qu'aux différentes compétitions internationales.
| Légende | Légende | Légende | Légende     | Légende | Légende              | Légende | Légende       |
| ------- | ------- | ------- | ----------- | ------- | -------------------- | ------- | ------------- |
| Ab.     | Abandon | HD      | Hors-délais | -       | Pas de participation | ×       | Pas d'épreuve |

| Monuments                       | 2019 | 2020 | 2021      | 2022      | 2023      | 2024      | 2025      |
| ------------------------------- | ---- | ---- | --------- | --------- | --------- | --------- | --------- |
| Milan-San Remo                  | —    | 12e  | —         | 5e        | 4e        | 3e        | 3e        |
| Tour des Flandres               | —    | —    | —         | 4e        | Vainqueur | —         | Vainqueur |
| Paris-Roubaix                   | —    | x    | —         | —         | —         | —         | 2e        |
| Liège-Bastogne-Liège            | 18e  | 3e   | Vainqueur | —         | Ab.       | Vainqueur | Vainqueur |
| Tour de Lombardie               | —    | —    | Vainqueur | Vainqueur | Vainqueur | Vainqueur |           |
| Classiques                      | 2019 | 2020 | 2021      | 2022      | 2023      | 2024      | 2025      |
| Strade Bianche                  | 30e  | 13e  | 7e        | Vainqueur | —         | Vainqueur | Vainqueur |
| Milan-Turin                     | —    | —    | 4e        | —         | —         | —         | —         |
| E3 Saxo Bank Classic            | —    | x    | —         | —         | 3e        | —         | —         |
| À travers les Flandres          | —    | x    | —         | 10e       | —         | —         | —         |
| Amstel Gold Race                | Ab.  | x    | —         | —         | Vainqueur | —         | 2e        |
| Flèche wallonne                 | 53e  | 9e   | —         | 12e       | Vainqueur | —         | Vainqueur |
| Classique de Saint-Sébastien    | Ab.  | x    | —         | Ab.       | —         | —         | —         |
| Bretagne Classic                | —    | —    | Ab.       | 89e       | —         | —         |           |
| Grand Prix cycliste de Québec   | —    | x    | x         | 24e       | —         | 7e        |           |
| Grand Prix cycliste de Montréal | —    | x    | x         | Vainqueur | —         | Vainqueur |           |
| Tour d'Émilie                   | —    | —    | Ab.       | 2e        | 2e        | Vainqueur |           |
| Trois vallées varésines         | —    | x    | 3e        | Vainqueur | 5e        | x         |           |
| JO et championnats              | 2019 | 2020 | 2021      | 2022      | 2023      | 2024      | 2025      |
| Jeux olympiques                 | x    | x    | 3e        | x         | x         | —         | x         |
| Championnat du monde            | 18e  | 33e  | 37e       | 19e       | 3e        | Vainqueur |           |
| Championnat du monde CLM        | —    | —    | 10e       | 6e        | 21e       | —         |           |
| Championnat d'Europe            | —    | —    | 5e        | —         | —         | —         |           |
| Championnat d'Europe CLM        | —    | —    | 12e       | —         | —         | —         |           |

## Classements mondiaux
| Année                                 | 2017 | 2018 | 2019 | 2020 | 2021 | 2022 | 2023 | 2024 |
| ------------------------------------- | ---- | ---- | ---- | ---- | ---- | ---- | ---- | ---- |
| Classement mondial                    | 464e | 112e | 15e  | 2e   | 1er  | 1er  | 1er  | 1er  |
| UCI Europe Tour                       | 258e | 28e  | 14e  | 2e   | 1er  | 1er  | 1er  | 1er  |
| UCI Asia Tour                         | nc   | 270e |      |      |      |      |      |      |
|                                       |      |      |      |      |      |      |      |      |
| Légende : nc = non classéSource : UCI |      |      |      |      |      |      |      |      |

## Distinctions
- Vélo d'or : 2021 et 2024[126]
- Trophée Eddy Merckx : 2024
- Trophée Flandrien international : 2021 et 2022